# Perroquet
Pour les articles homonymes, voir Perroquet (homonymie).
Taxons concernés
Dans l'ordre des Psittaciformes
- parmi les Psittacidae
  - genre Coracopsis
  - genre Poicephalus
  - genre Psittacus
  - genre Psittrichas
- parmi les Strigopidae
  - espèce Strigops habroptilamodifier

Le terme perroquet (/pɛ.ʁɔ.kɛ/) est un nom vernaculaire désignant plusieurs espèces d'oiseaux psittaciformes ayant généralement un gros bec crochu, une taille importante, des couleurs vives et qui sont doués pour l'imitation des sons ou de la parole.
Les perroquets sont répartis dans deux familles différentes. La plupart sont des Psittacidés qui, en plus des perroquets, incluent des perruches, palettes, touis, etc. tandis que le Perroquet-hibou est classé avec les nestors, dans la famille des Strigopidae.
Ces oiseaux sont surtout connus du grand public pour leur faculté d'imitation de la voix humaine, très développée chez certains spécimens. C'est l'une des raisons qui expliquent leur adoption depuis des siècles comme animal de compagnie. Ce succès a eu des conséquences désastreuses pour de nombreux Psittacidés qui sont devenus rares à l'état sauvage. Des espèces désormais protégées sont encore victimes de captures illégales ou de trafics d'œufs, malgré les campagnes d'information auprès du public européen.
Sur la zoologie de ces espèces, voir Psittaciformes et Psittacidae.

## Dénominations

### Étymologie
« Perroquet » se dit en latin psittacus, nom qui vient lui-même du grec ancien ψιττακός / psittakós, « perroquet ».
Le mot est attesté en français depuis le XIVe siècle sous la forme de paroquet. Ce terme a évincé ceux de papegai et papegault.

### Définition des scientifiques
En fonction des époques ou des auteurs, les perroquets constituent différents groupes d'oiseaux pour les scientifiques :
Au sens large, tous les oiseaux de l'ordre des Psittaciformes sont des « perroquets ». C'est l'acception du terme parrot faite par les anglophones, incluant donc les cacatoès, loris, etc.
Au sens strict, les « perroquets vrais » se réduisent à la famille des Psittacidés, ce qui exclut les Strigopidés (nestors et Perroquet-hibou) en plus des cacatoès et loris,.
Parmi les Psittacidés, les perroquets dans la classification de Howard et Moore font plus précisément partie de la tribu des Psittacini qui rassemble les perroquets de la zone afrotropicale ou « perroquets de l'Ancien Monde », ou bien de celle des Arini ou Arinae qui contient les perroquets américains ou « perroquets du Nouveau Monde ».
Toujours parmi les Psittacidés, la Commission internationale des noms français des oiseaux (CINFO) retient dans son choix des noms normalisés admettant le terme « perroquet » uniquement les oiseaux des genres Poicephalus, Psittacus et Coracopsis. Les autres Psittacidés sont nommés de préférence perruches, aras, conures, inséparables, touïs, etc.

#### Noms normalisés en français
Liste des noms normalisés (exclusivement) CINFO (révisés 2009 et complément 2013 d'aou.org), en regard du nom scientifique valide reconnu par la classification de référence (version 3.5, septembre 2013) du Congrès ornithologique international.
- Perroquet à calotte rouge – Poicephalus gulielmi
- Perroquet à face jaune – Poicephalus flavifrons
- Perroquet à tête brune – Poicephalus cryptoxanthus
- Perroquet à ventre rouge – Poicephalus rufiventris
- Perroquet de Meyer – Poicephalus meyeri
- Perroquet de Rüppell – Poicephalus rueppellii
- Perroquet des Niam-niams – Poicephalus crassus
- Perroquet jaco – Psittacus erithacus
- Perroquet noir – Coracopsis nigra
- Perroquet robuste – Poicephalus robustus
- Perroquet vaza – Coracopsis vasa
- Perroquet youyou – Poicephalus senegalus

### Définition dans le langage commun

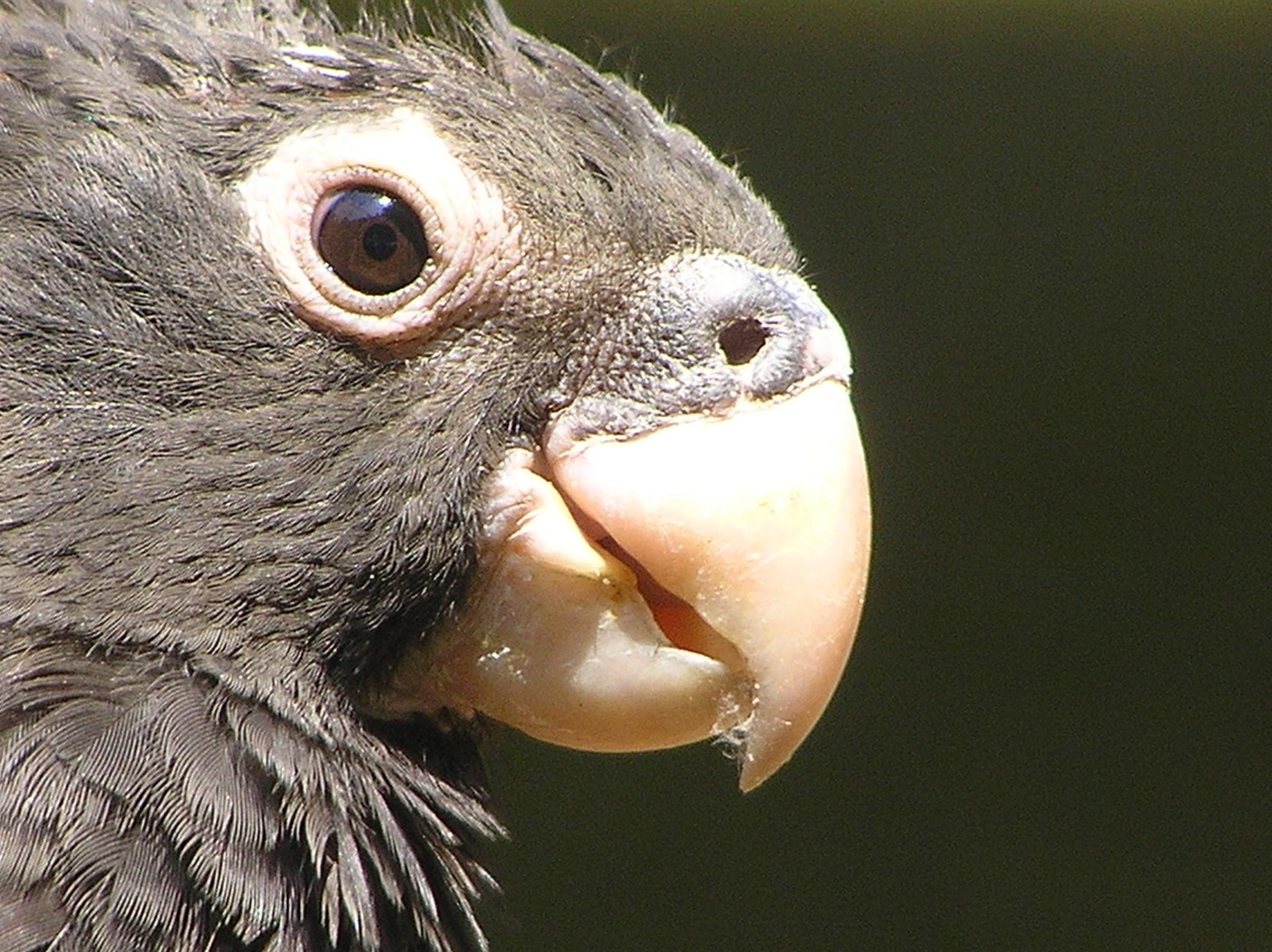
L'une des caractéristiques des perroquets est leur gros bec, puissant et coupant comme un sécateur (ici celui d'un Perroquet vaza)

En français, les éditions anciennes du Dictionnaire de l'Académie française expliquent qu'un perroquet est une sorte d'oiseau exotique capable d'imiter la voix humaine, puis il est précisé qu'il a un gros bec et vient des pays chauds. Ce n'est que dans sa 9e édition que la définition précise qu'il s'agit d'un oiseau « grimpeur et subtropical » qui fait partie des Psittacidés.

#### Noms usuels en français
Liste alphabétique de noms vernaculaires ou de noms vulgaires, non retenus par la CINFO, dont l’usage est attesté. 

Note : Cette liste est variable selon les usages et certaines espèces ont parfois d'autres noms encore. Les classifications évoluant encore, les noms scientifiques ont peut-être un autre synonyme valide.
- Grand Perroquet vasa - voir Perroquet vaza[6]
- Perroquet d'Afrique - voir Perroquet jaco[7]
- Perroquet amazone - espèces du genre Amazona
- Perroquet ara - Ara
- Perroquet au bonnet roux - voir Perruche à tête pourpre[7]
- Perroquet à cou brun - Poicephalus fuscicollis, synonyme de Poicephalus robustus suahelicus[6]
- Perroquet à couronne - voir Perruche de Luçon[6]
- Perroquet à croupion bleu - voir Perruche à croupion bleu[6]
- Perroquet gris du Gabon ou Perroquet gris - voir Perroquet jaco[7],[8]
- Perroquet à gros bec - voir Conure à gros bec[9]
- † Perroquet de Guadeloupe - voir Amazone de la Guadeloupe[10]
- Perroquet de Halmahera - voir Grand Éclectus[8]
- Perroquet-hibou - voir Strigops kakapo[7]
- † Perroquet mascarin - voir Mascarin de la Réunion[10]
- Perroquet de Müller - voir Perruche de Müller[7]
- Perroquet de nuit - voir Strigops kakapo[7]
- Perroquet à oreilles - voir Caïque mitré[9]
- Perroquet de Pesquet[réf. souhaitée]
- Perroquet de Ribeiro[réf. souhaitée]
- Perroquet de Rodrigues[réf. souhaitée]
- Perroquet rouge et vert[réf. souhaitée]
- Perroquet du Sénégal - voir Perroquet youyou[7]
- Perroquet de Timneh - voir Perroquet jaco[7]
- Perroquet vert[réf. souhaitée]

## Physiologie, comportement et écologie
Hormis le Perroquet-hibou, les caractéristiques biologiques des perroquets sont celles des Psittaciformes. Il y a bien entendu des nuances pour chaque espèce : voir les articles détaillés pour plus d'informations sur leur description ou leur mode de vie.

### Caractéristiques générales
Dans l'ordre des Psittaciformes on appelle généralement « perroquets » les grandes espèces trapues et à queue courte et « perruches » les plus petites à queue effilées. Pourtant, parmi les oiseaux considérés comme étant des perroquets, les grands perroquets Aras, ont une queue effilée démesurée et les perroquets Inséparables, trapus et à queue courte, sont très petits.

Diversité morphologique des perroquets
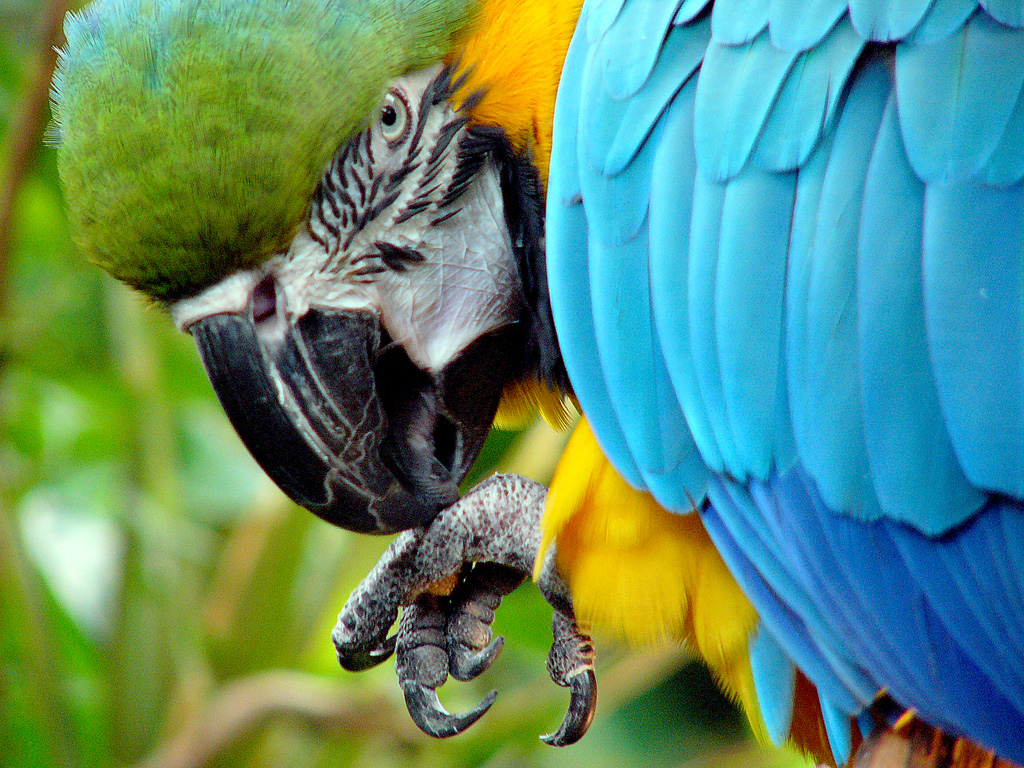
Gros bec coupant et pattes préhensiles d'un perroquet (ici Ara ararauna)
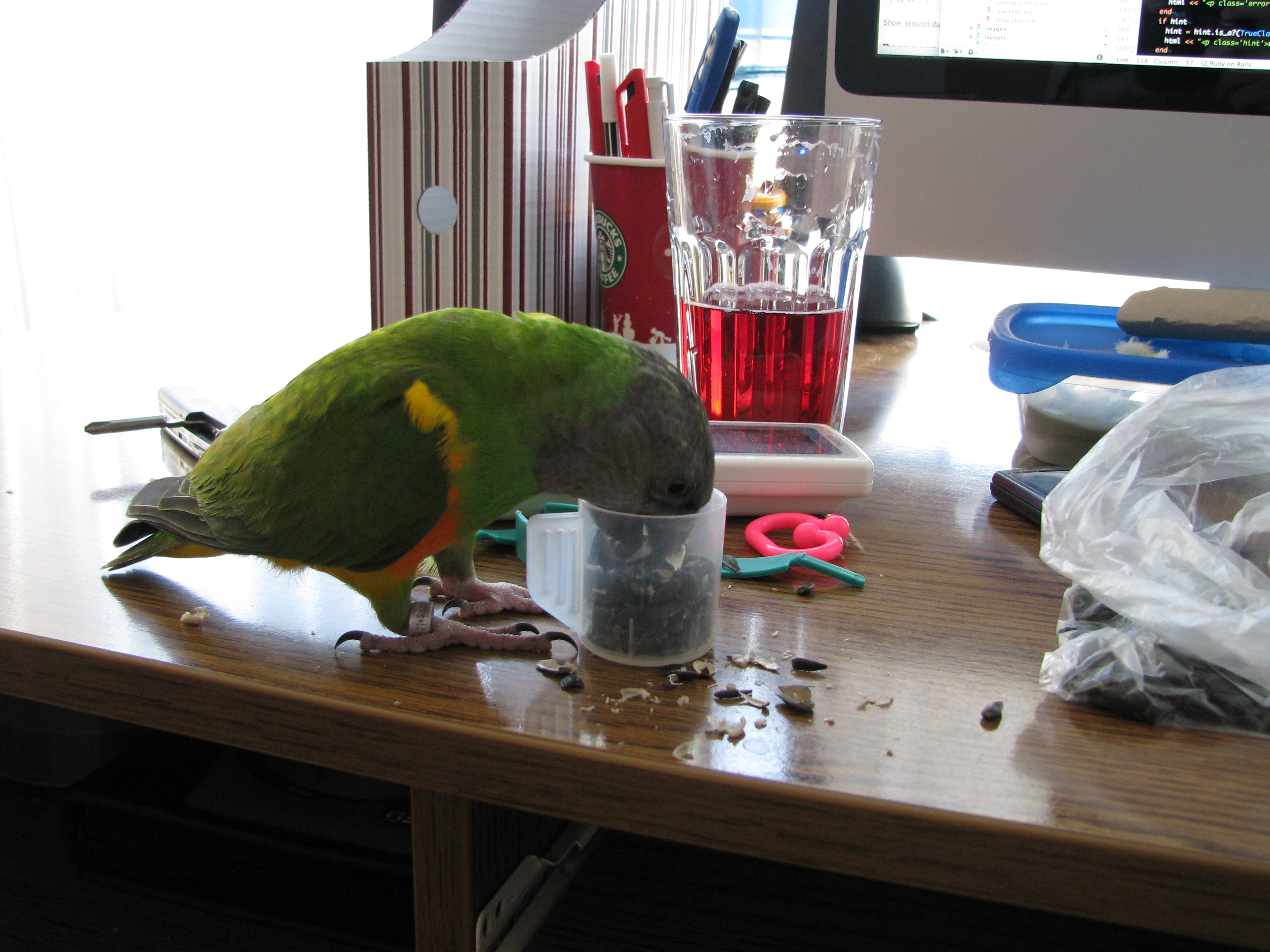
Un perroquet classique, grand, trapu, à queue courte. (ici Poicephalus senegalus)
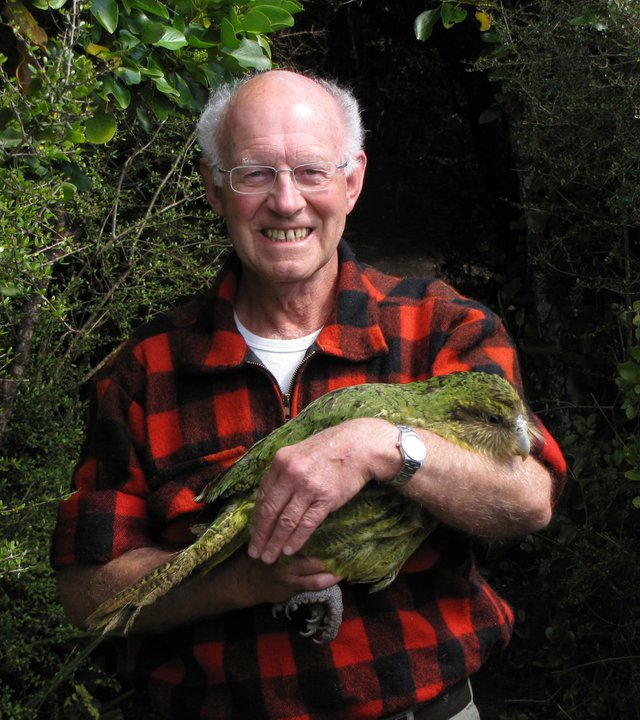
Le Perroquet-hibou est grand, trapu, à queue moyenne. Il ne vole pas.
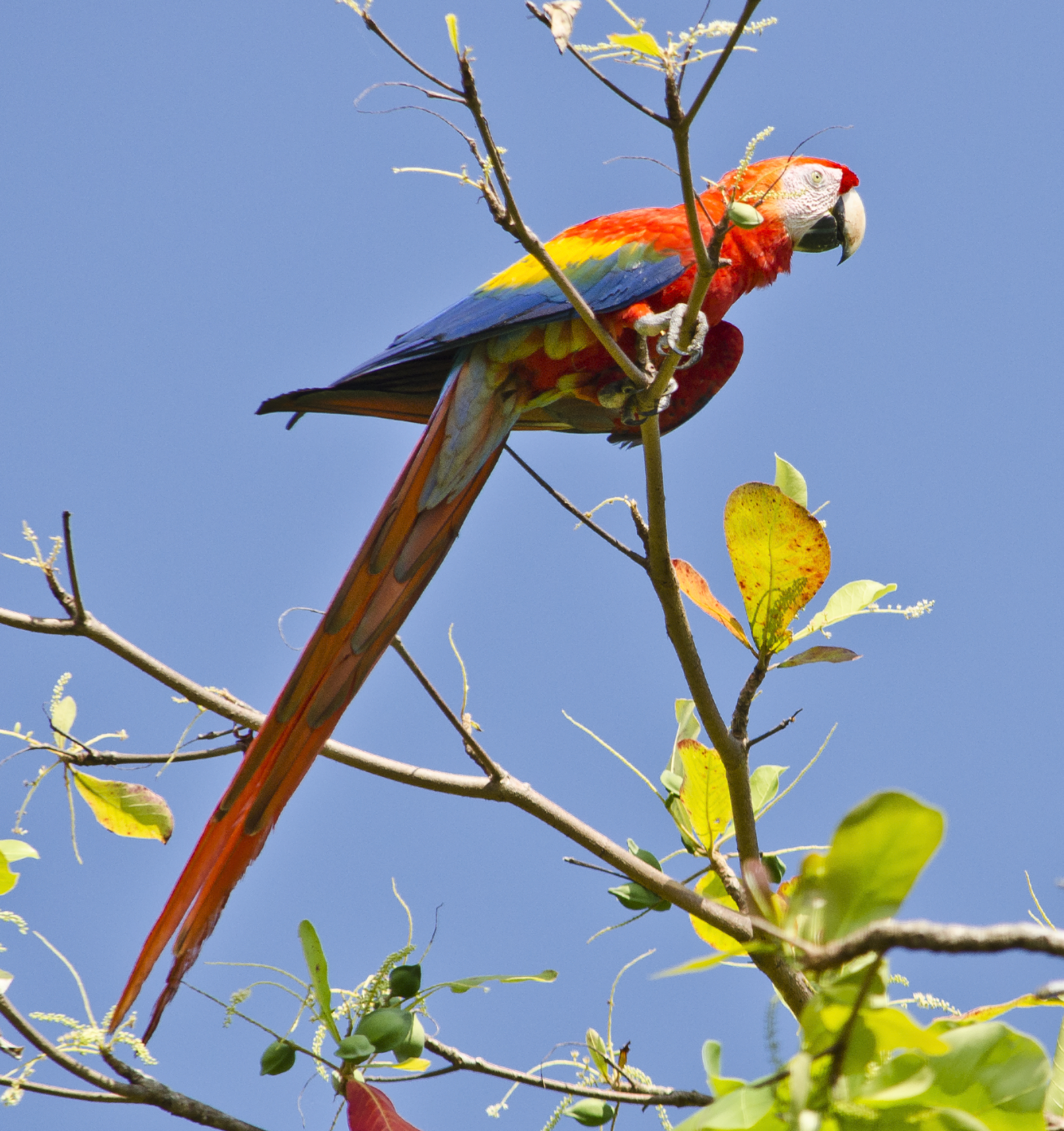
Un perroquet ara, grand à la queue effilée. (ici Ara macao)
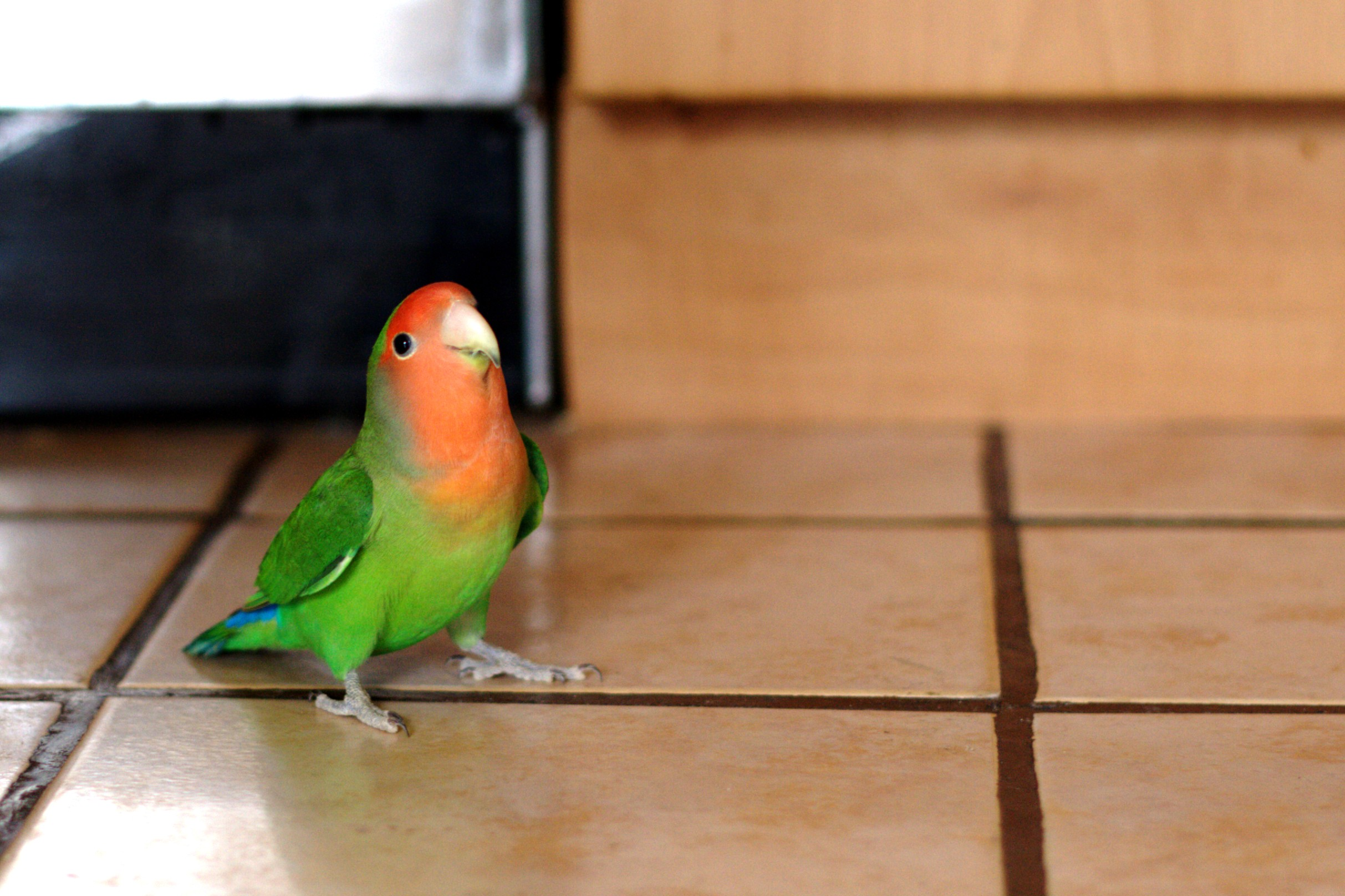
Un perroquet inséparable, petit à queue courte. (ici Agapornis roseicollis)

## Le perroquet comme animal de compagnie

### Historique
Ces oiseaux sont connus et fascinent les hommes par leurs couleurs, leur intelligence et leur aptitude à parler depuis des siècles. Du symbole religieux amérindien à la représentation de la condition humaine dans la littérature médiévale européenne, ces oiseaux ont toujours laissé des traces dans la culture humaine. La culture Moche vénérait ces oiseaux et créait de nombreux artefacts à leur effigie.
Aujourd’hui, ils sont présents dans les magazines ornithologiques et d’amateurs d’animaux domestiques, mais ils sont aussi utilisés comme mascottes ou logos.
Même s'ils le consommaient également, le Perroquet-hibou était souvent considéré par les Maoris comme étant aussi un compagnon affectueux. Au XIXe siècle, George Grey alors colon européen en Nouvelle-Zélande, a écrit dans une lettre que cet oiseau avait envers lui et ses amis un comportement « plus proche de celui d'un chien que d'un oiseau ».
Les perroquets arrivent en Europe dans les bagages des explorateurs, puis des corsaires ou des pirates. Sur le vieux continent, il est de bon ton, durant plusieurs siècles, d'avoir dans son salon cet acrobate bavard au plumage souvent spectaculaire, précieux témoignage d'exotisme.

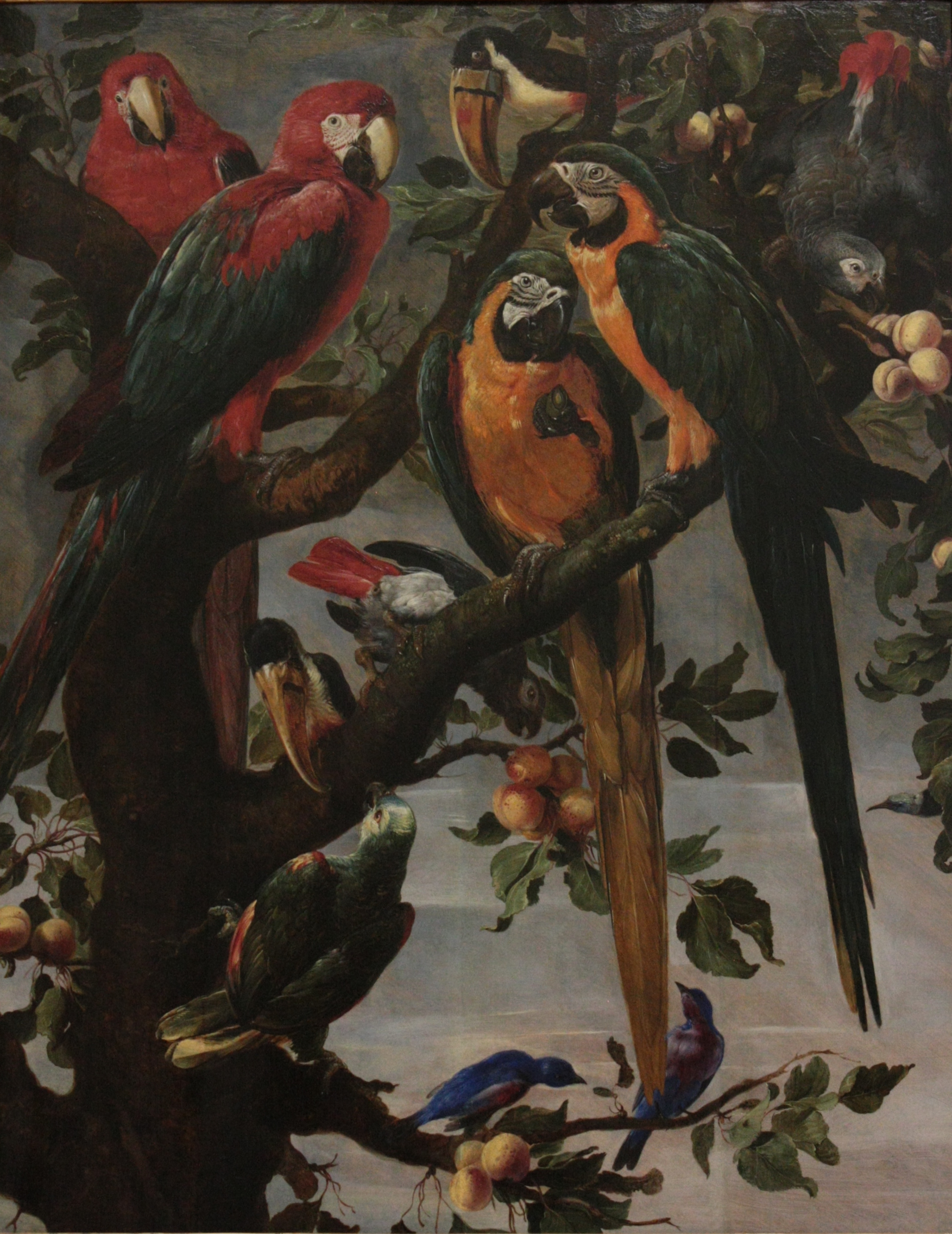
Perroquets et autres oiseaux de Frans Snyders vers 1650 (musée de Grenoble)
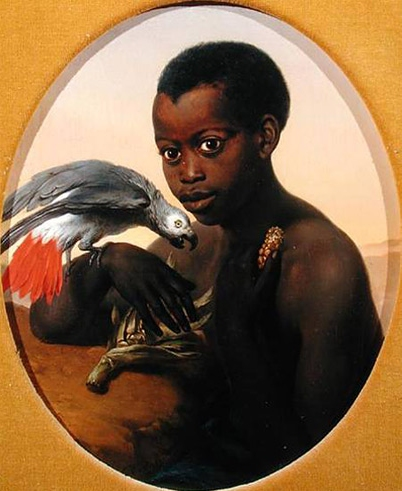
Jeune africain et son perroquet gris
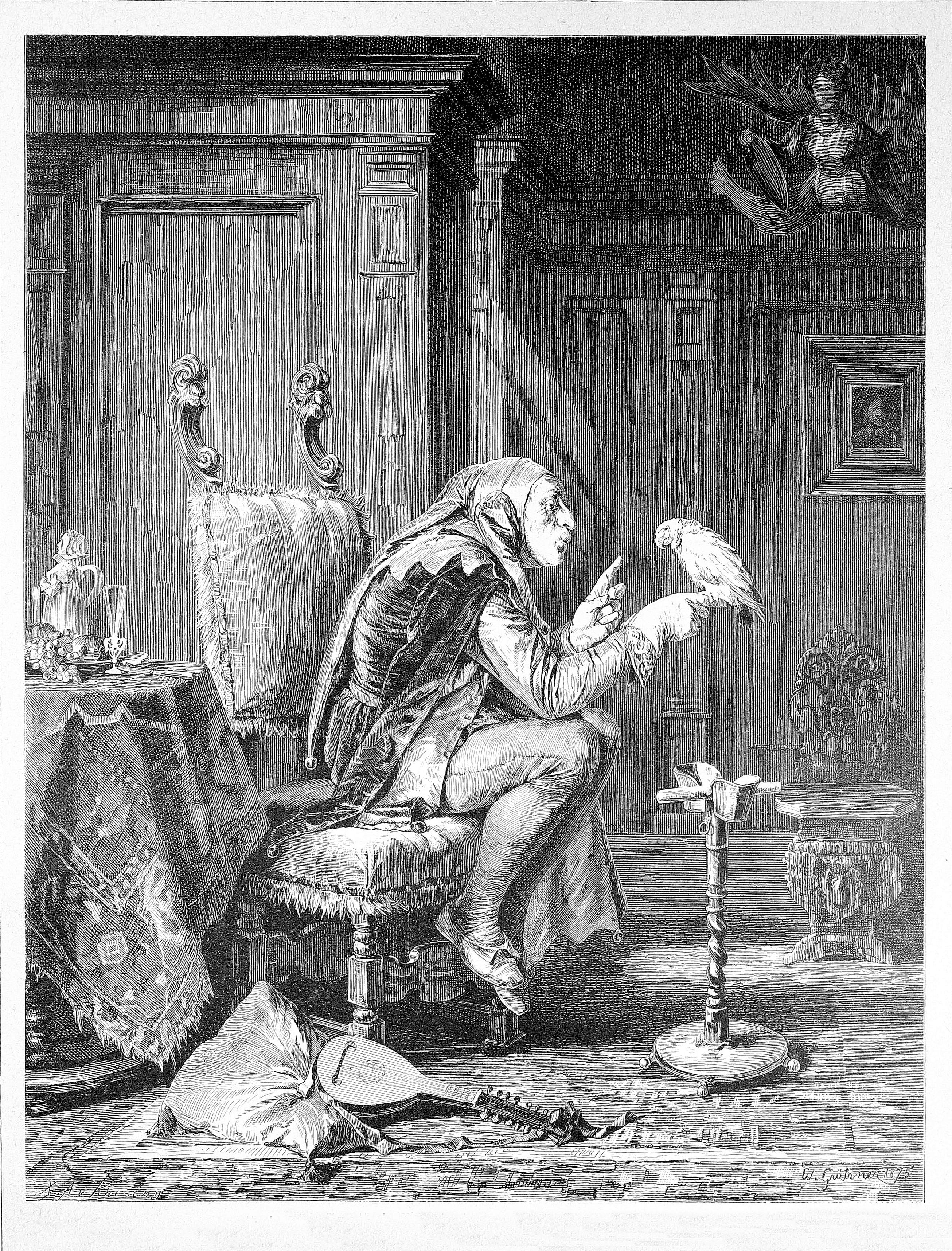
Ménestrel apprenant à parler à son perroquet
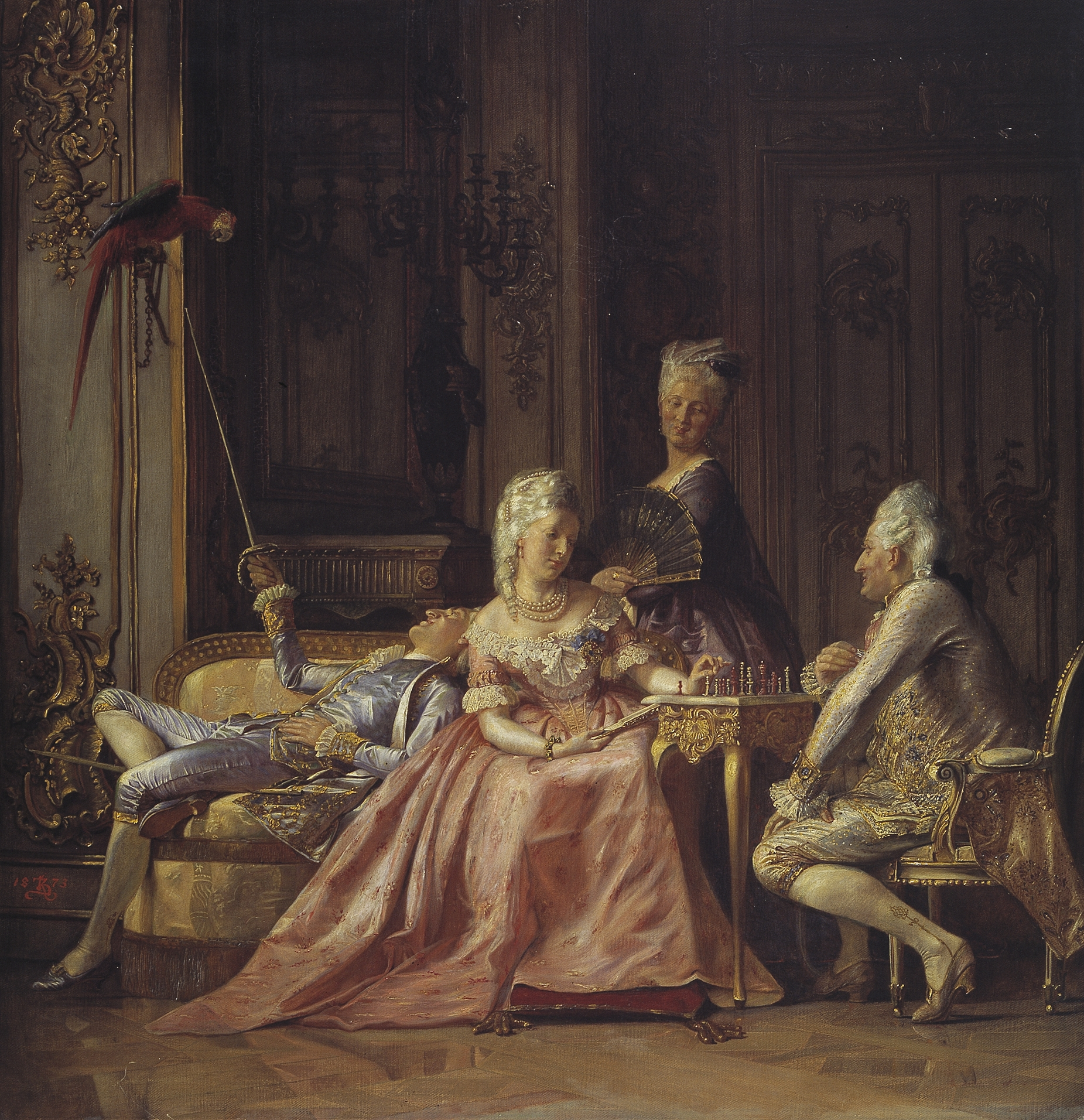
En Europe, il était de bon ton d'avoir un perroquet exotique
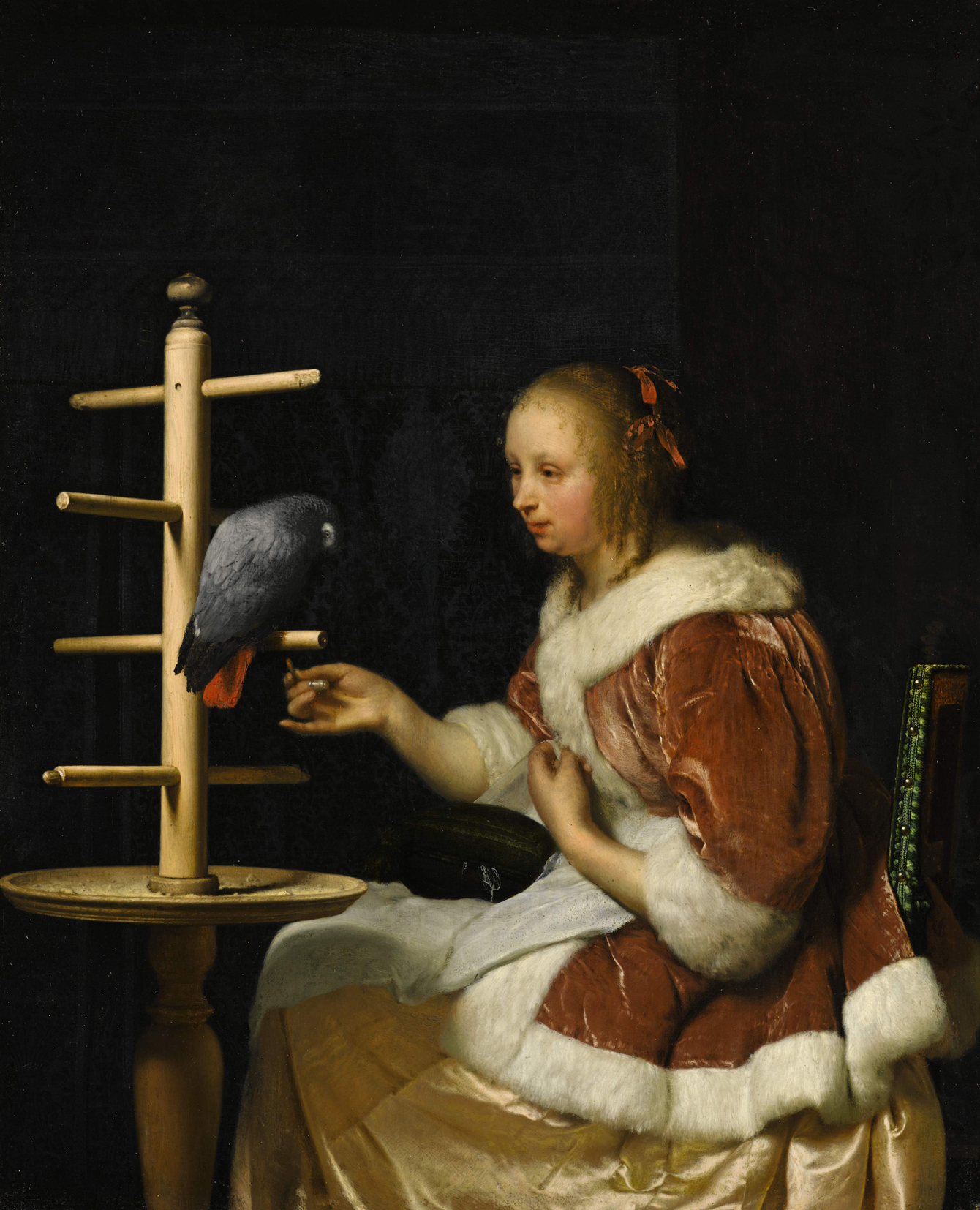
Néerlandaise peinte en 1663 par Frans van Mieris l'Ancien avec un perroquet gris du Gabon sur son perchoir
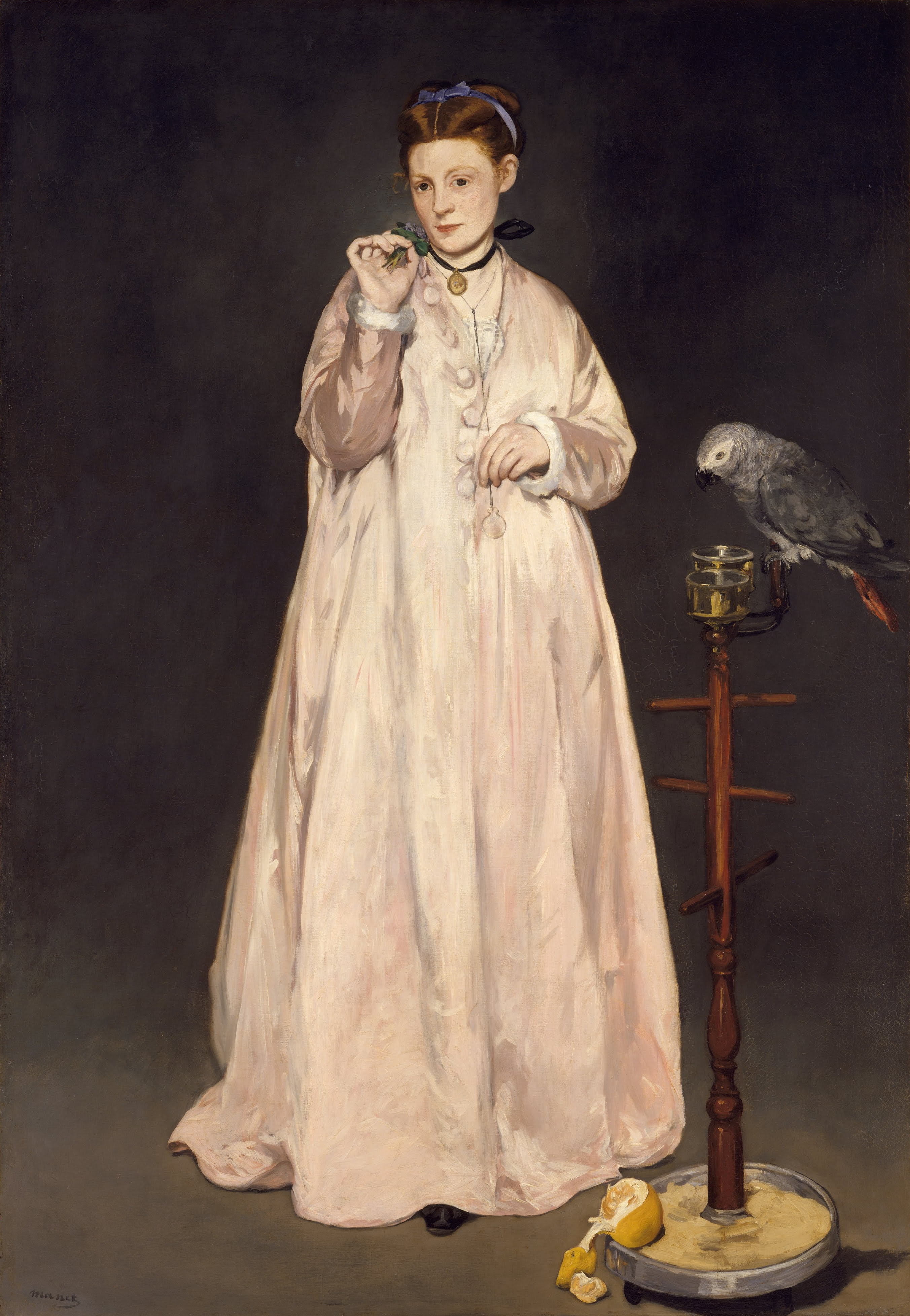
Deux cents ans plus tard, en 1866, on retrouve en France le même type d'équipement dans La Femme au perroquet de Manet.
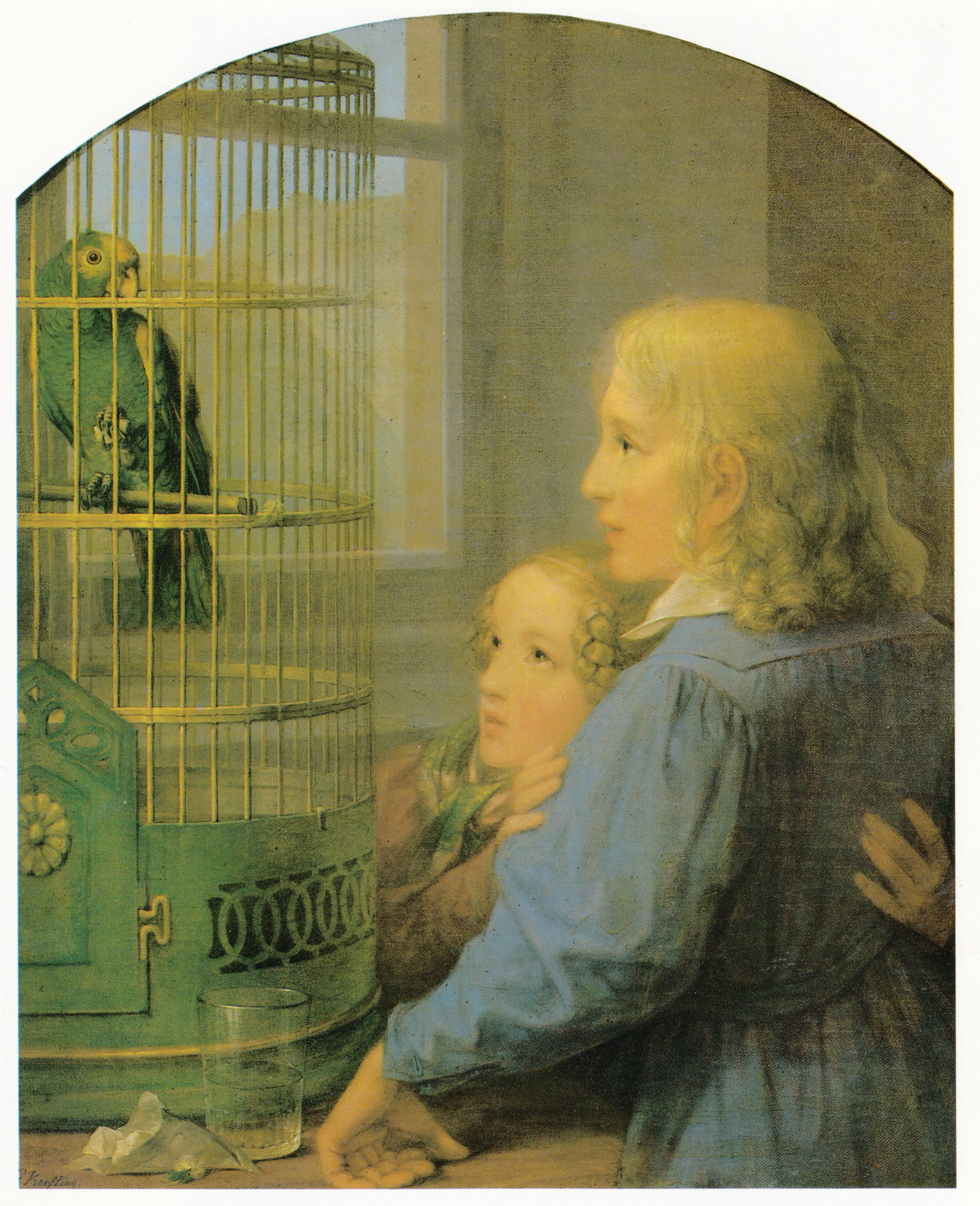
Jeunes allemands avec un perroquet amazone en cage, peint en 1835 par Georg Friedrich Kersting

### Perroquet parleur
Les perroquets parleurs appartiennent à des espèces capables d'apprendre, de construire et de transmettre un vrai langage pour communiquer au sein d'un groupe, associant des sons avec des objets ou certaines situations. Ainsi les perroquets ne sont pas les seuls Psittacidés capables de bien parler. Certaines perruches comme la Perruche à collier ou la Perruche ondulée peuvent formuler elles aussi des phrases, pour peu qu'on pense à les y entrainer.
Bien qu'un grand nombre de ces oiseaux soient ainsi capables d'imiter des sons, avec des dons variables selon les individus, certaines espèces de perroquets sont plus réputées que d'autres pour leur facilité à apprendre le langage des humains : le Perroquet jaco, le Grand Éclectus et les perroquets amazones, notamment l'Amazone à nuque jaune, l'Amazone à front jaune et l'Amazone à front bleu.

Perroquets réputés pour leur aptitude à imiter le langage humain
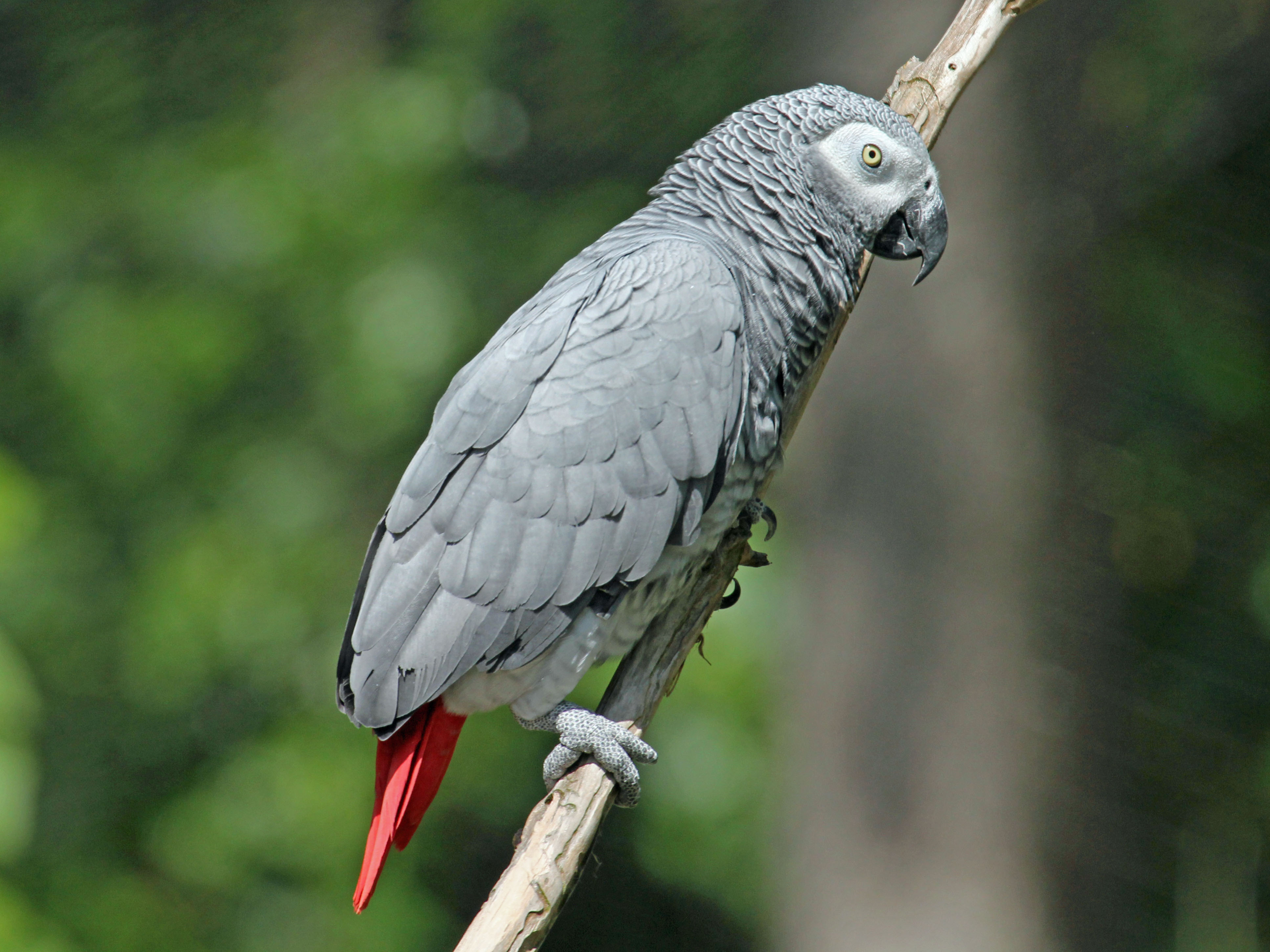
Perroquet jaco
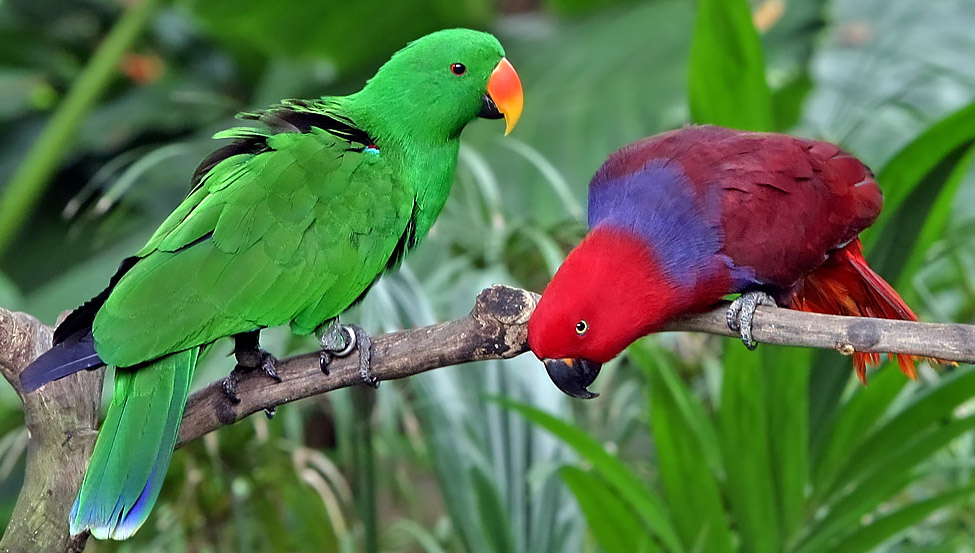
Grand Éclectus (mâle et femelle)
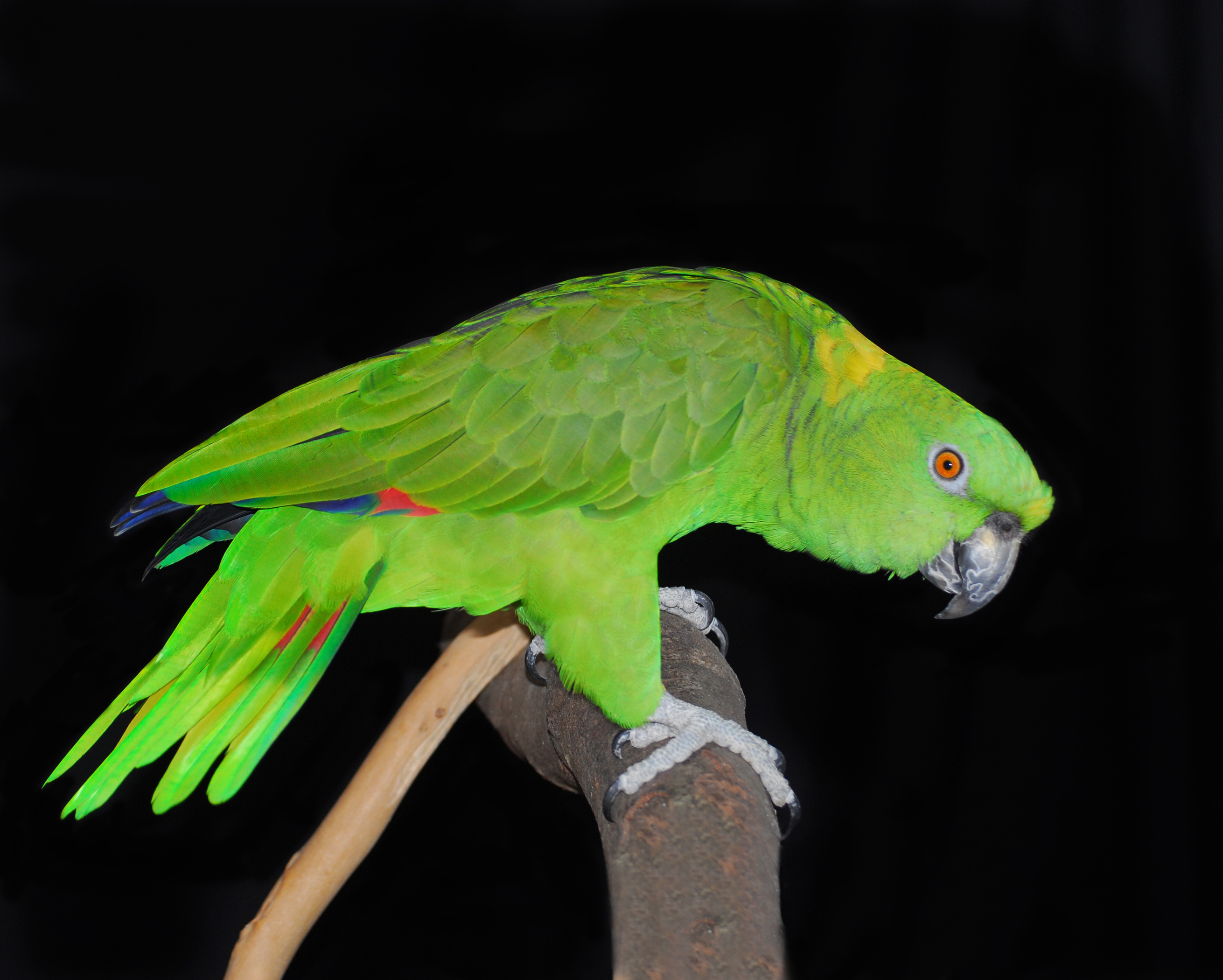
Amazone à nuque jaune
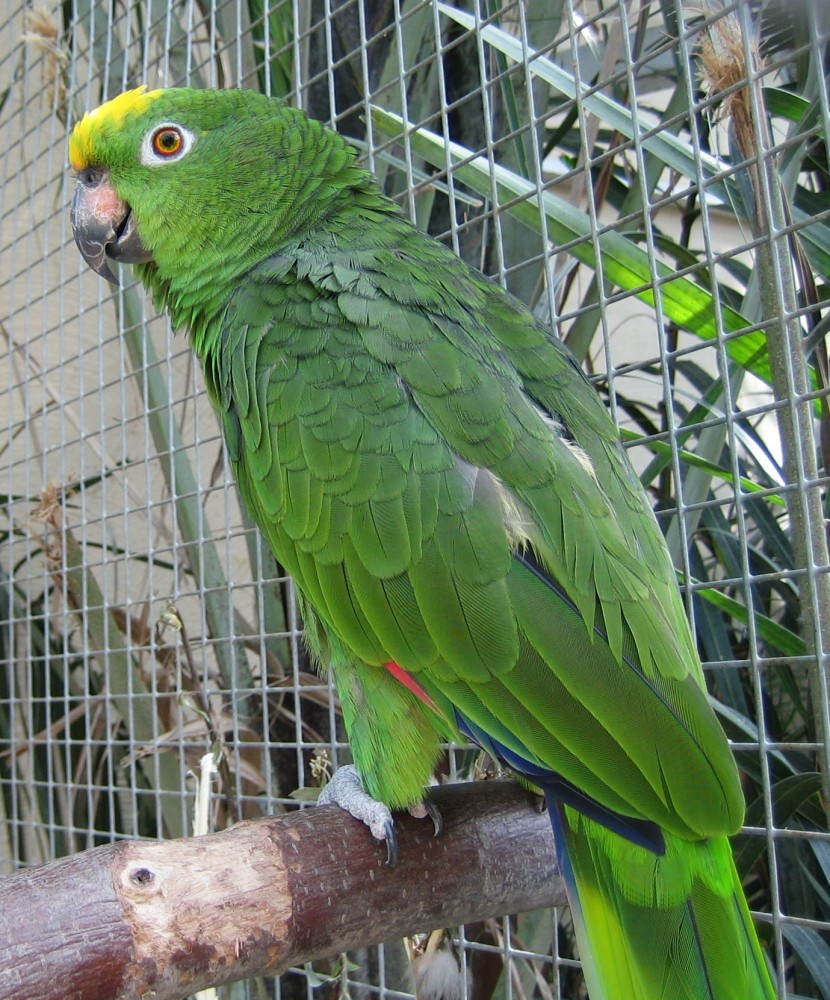
Amazone à front jaune
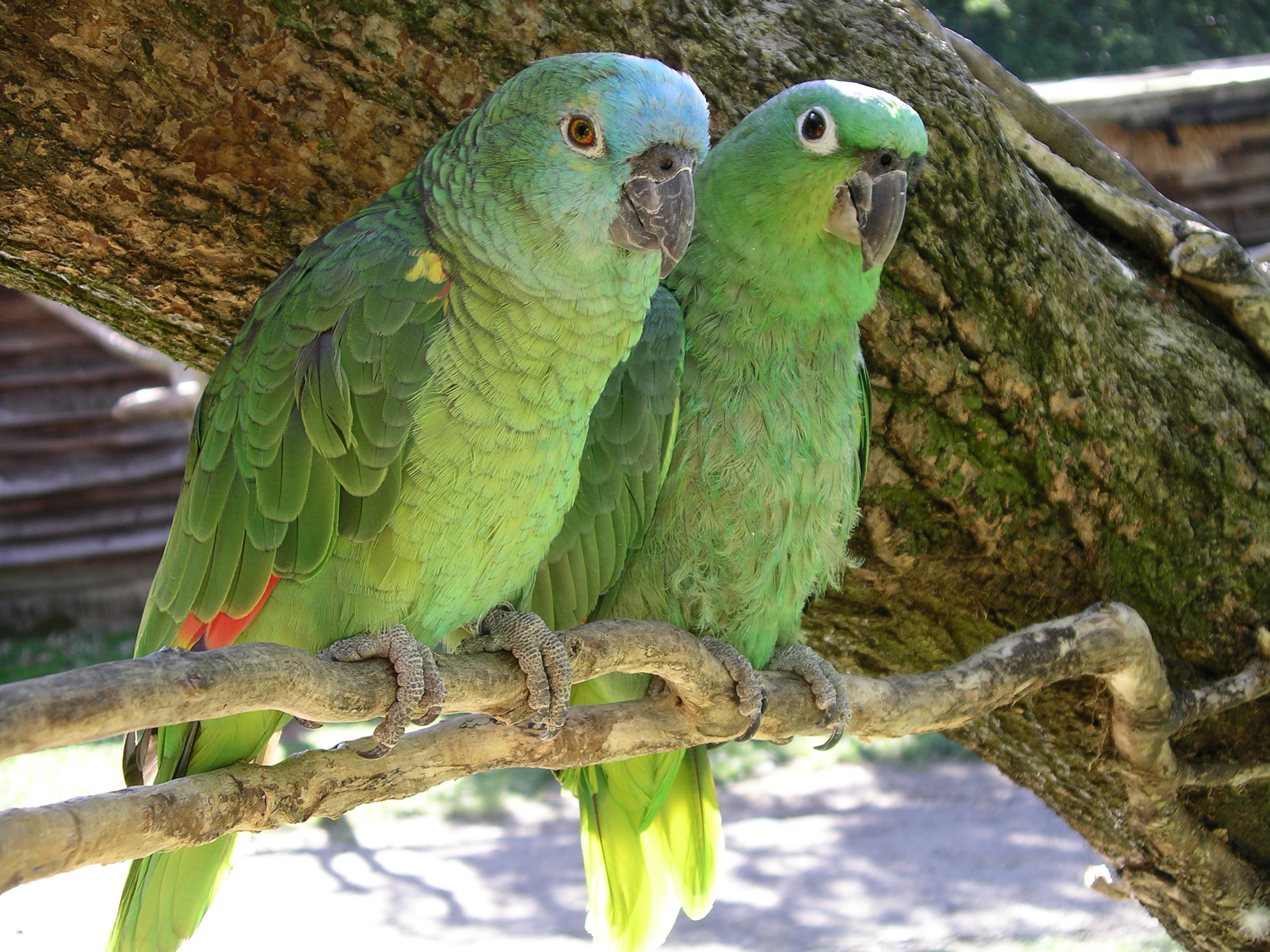
Amazone à front bleu

Célèbres parleurs :
- Alex était un perroquet jaco étudié pendant plus de 20 ans par la psychologue animalière Irene Pepperberg. Il disposait d'un vocabulaire d’environ 150 mots et il semblait comprendre ce qu'il disait. De plus, il avait appris l'alphabet, était capable de compter des objets et de reconnaître 7 couleurs différentes. Il semblait en outre capable de comprendre la notion de zéro.
- Charlie était le perroquet de Winston Churchill ; son illustre propriétaire lui a appris des insultes anti-nazi.
- Jacot, dit « le perroquet royaliste d'Arras », était célèbre dans cette ville pour s'exclamer notamment : « Vive le Roi, vive nos prêtres et vive les nobles ! », en pleine Terreur révolutionnaire, ce qui valut la mort à son maître, le duc de La Viefville, à la fille de ce dernier et à leur lingère[17].

### Préservation des populations sauvages

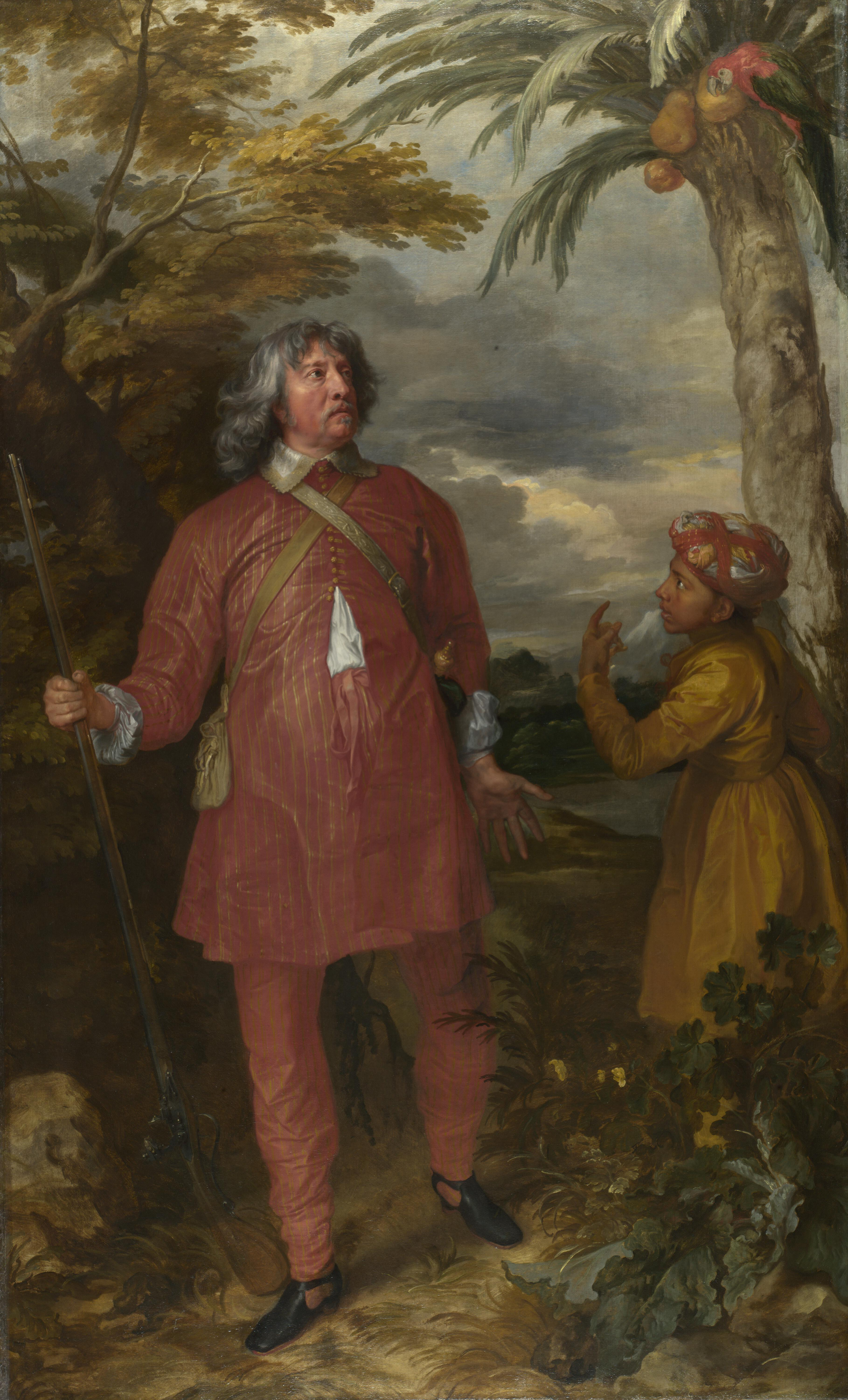
La forte demande européenne a conduit à décimer des populations de perroquets indigènes.

La forte demande européenne a fini par avoir un impact négatif sur les populations de perroquets indigènes. La capture des oiseaux sauvages, la récolte de leurs œufs ou le simple dérangement des nids sont devenus illégaux la plupart du temps, sous peine d'emprisonnement, de même que leur importation. En effet, le piégeage des adultes et la perturbation des lieux de ponte occasionnent des pertes et perturbe la reproduction, pratiques dénoncées par les associations de protection de ces oiseaux.
Par exemple, le Gris du Gabon a été progressivement décimé en Afrique à cause de la déforestation, mais surtout des importations massives vers l'Europe. Il est classé par l'Union internationale pour la conservation de la nature (IUCN) comme espèce menacée de niveau vulnérable (VU) sur sa liste rouge. Il est toutefois largement élevé dans le monde et, à condition de ne pas avoir été capturé dans la nature, c'est un perroquet dont la détention en petit nombre est généralement tolérée dans le cadre familial. Des trafiquants d'oiseaux n'hésitent pourtant pas à poursuivre les captures illégales dans son habitat d'origine, même quand des villageois paient de leur vie la défense de ces oiseaux.
De son côté, le Perroquet-hibou, très abondant à l'origine en Nouvelle-Zélande, a été abondamment chassé par les colons successifs, maoris puis européens, que ce soit pour sa chair, ses plumes, pour être naturalisé ou bien capturé comme animal de compagnie. Au XXIe siècle, il est en danger critique d'extinction (CR) car il n'en reste qu'un peu plus d'une centaine d'individus malgré les efforts de préservation initiés dès la fin du XIXe siècle.

#### Législation
Comme tous les animaux, les perroquets sont concernés par certaines conventions internationales relatives à la protection de l'animal.
En France, en ce qui concerne la législation sur l'animal domestique en droit français, seules certaines espèces de Psittaciformes bénéficient de ce statut : des variétés bien précises d'inséparables (variétés domestiques des espèces Agapornis roseicollis, Agapornis fischeri et Agapornis personatus, variété lutino de Agapornis lilianae et variétés foncée, bleue et violet de Agapornis nigrigenis) ainsi que les variétés bleue et cinnamon du Conure de Molina. Le reste de la liste concerne des perruches.

Ce qui signifie que les autres espèces de Psittaciformes sont considérées comme étant des animaux sauvages, nécessitant un Certificat de capacité pour l'entretien d'animaux d'espèces non domestiques pour leur détention. Il y a toutefois une tolérance concernant les élevages d'agrément, donc chez un particulier et pour un effectif limité (généralement 6 individus) à condition que l'espèce ne soit pas protégée par la Convention de Washington (CITES), un règlement européen ou, en France, l'arrêté ministériel du 15 mai 1986 listant les espèces d'oiseaux protégées de Guyane, qui inclut les Ara de ce département. Même l'adoption d'un seul individu est considérée comme une élevage. Si l'espèce figure en annexe 1 de l’arrêté ministériel du 10 août 2004, il faudra faire une demande d'autorisation pour élevage d'agrément auprès de la préfecture de son département, avec la mise place d'une marque inamovible permettant d'identifier la provenance des individus. En revanche, si l'espèce figure dans l'annexe 2 du même arrêté, l'élevage d'agrément n'est plus possible et l'obtention du certificat est nécessaire.

En cas de cession d’un animal figurant en annexe 1 ou 2 de l’arrêté ministériel du 10 août 2004, que ce soit à titre gracieux ou onéreux, le cédant et le cessionnaire doivent de plus établir une attestation de cession en deux exemplaires, dont le contenu précis est signé par les deux parties.

### Maintenance en captivité

#### Exigences générales
Leur prix de vente souvent élevé, leurs cris puissants, leur activité salissante, leur longévité, l'attention et l'espace vital dont ils ont besoin, sans oublier le puissant sécateur qui leur sert de bec et les griffes de leurs serres puissantes, en font des animaux dont l'adoption doit être murement réfléchie. Trop de maîtres finissent par s'en séparer après quelque temps, prétextant une allergie au plumage.
Dans la nature, ce sont des oiseaux qui vivent en colonies, mais sans soumission à une hiérarchie. Ce qui se traduit en captivité par des facilités pour communiquer avec son entourage, mais aussi la nécessité d'avoir de la compagnie et peu de dispositions pour l'obéissance imposée. Il modèrera son comportement naturel d'oiseau volontiers bruyant, destructeur, voleur et batailleur uniquement pour éviter de se faire rejeter du groupe.
Longtemps conservés dans de petites cages rondes ou enchaînés à un perchoir, les perroquets sont de grands oiseaux qui nécessitent cependant une volière pour respecter leur bien-être élémentaire. Dans une cage plus petite, ils auront besoin d'effectuer des sorties fréquentes ou bien de bénéficier d'une semi-liberté pour pouvoir s'ébattre et voler.

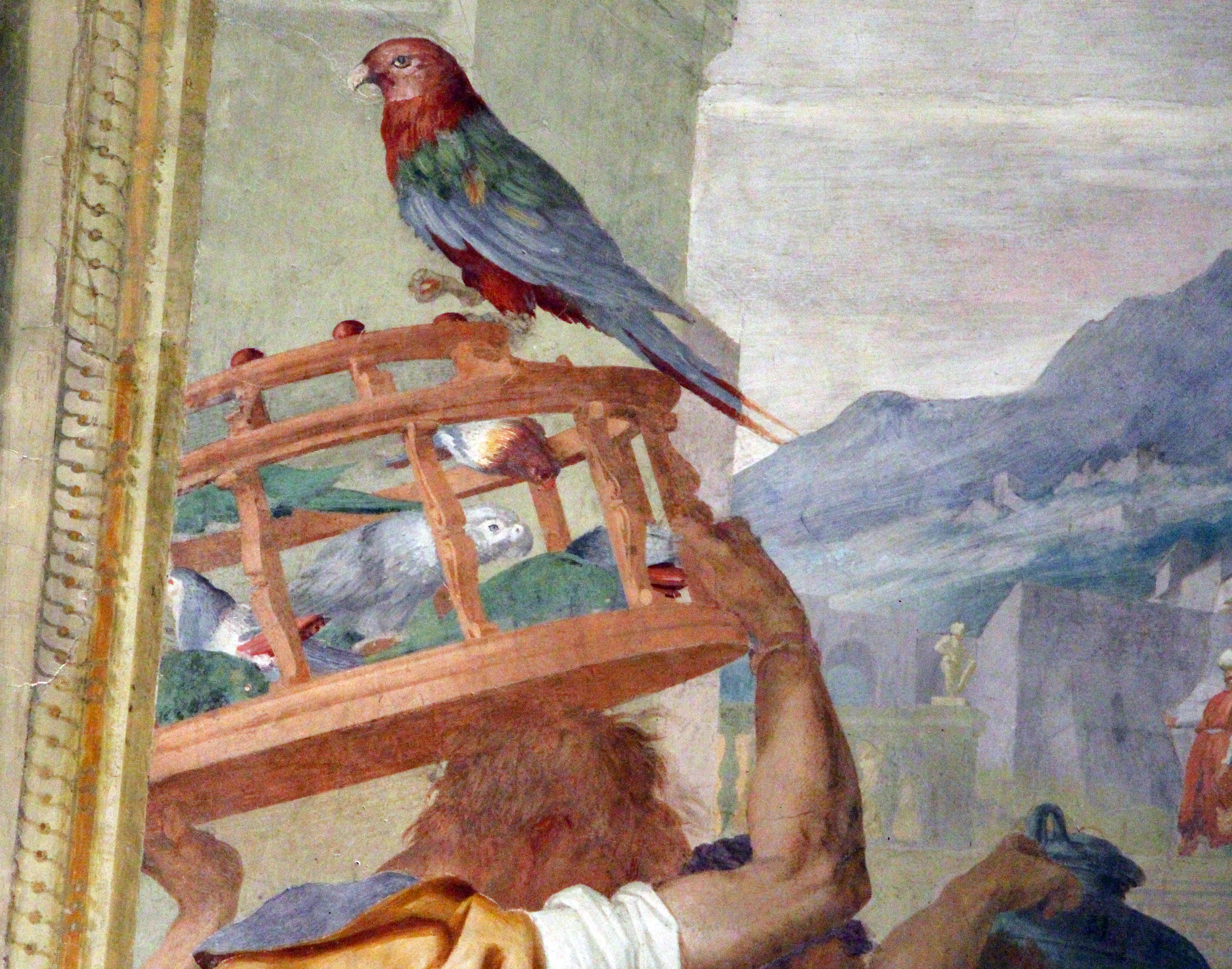
Transport de perroquets, extrait d'une toile d'Andrea del Sarto, 1519 : le trafic d'animaux recourt souvent à des cages étroites et inadaptées
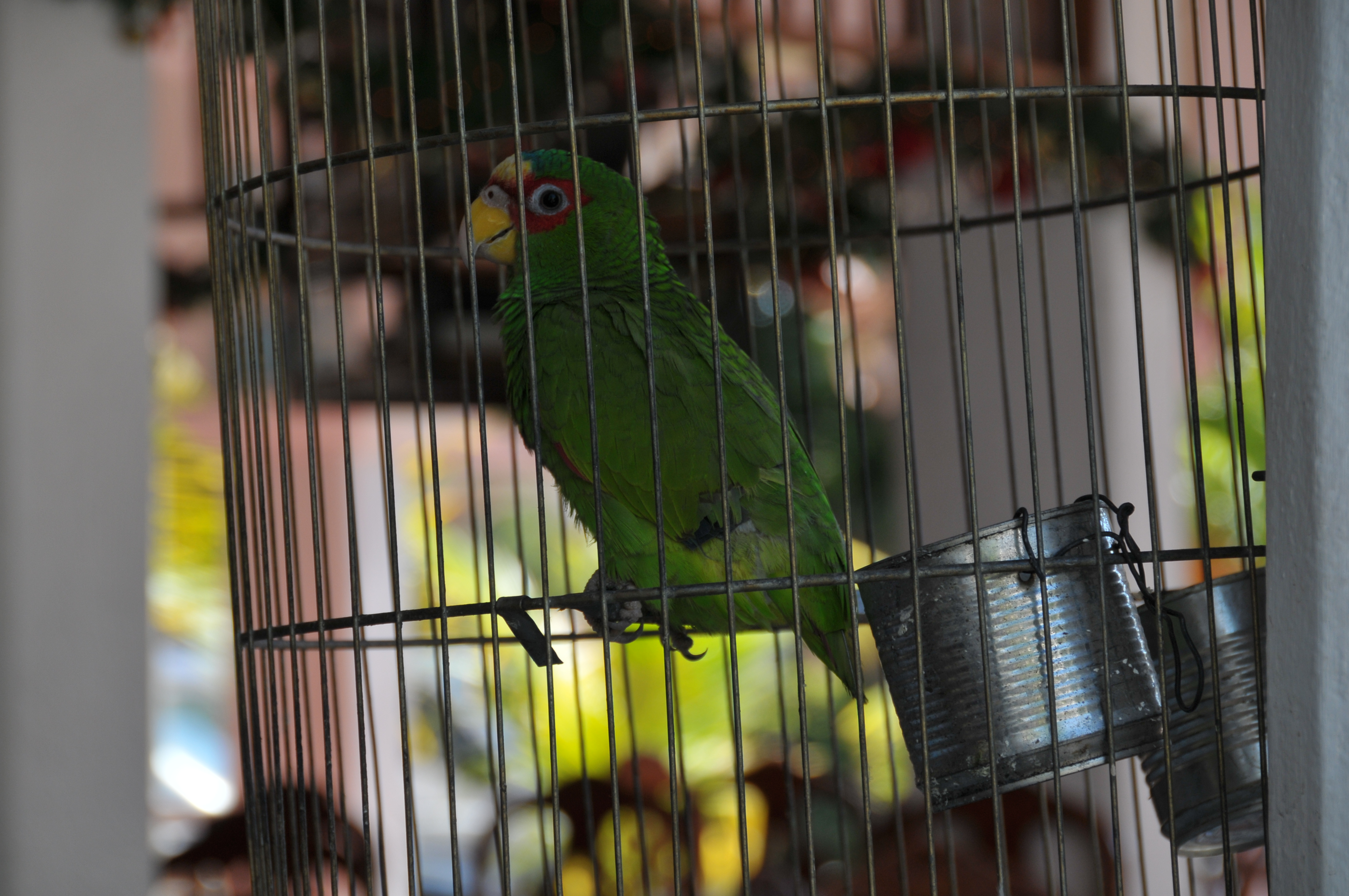
Perroquet dont l'espace vital et les rémiges coupées n'assurent pas son bien-être
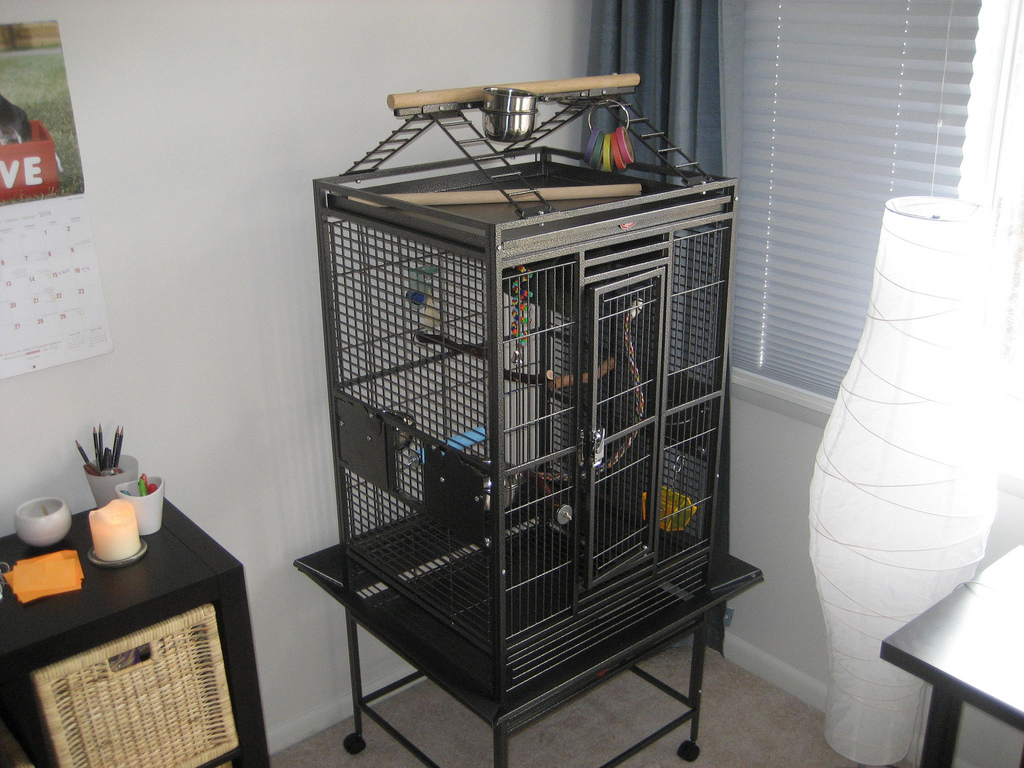
Cage à perroquet contemporaine, avec perchoir
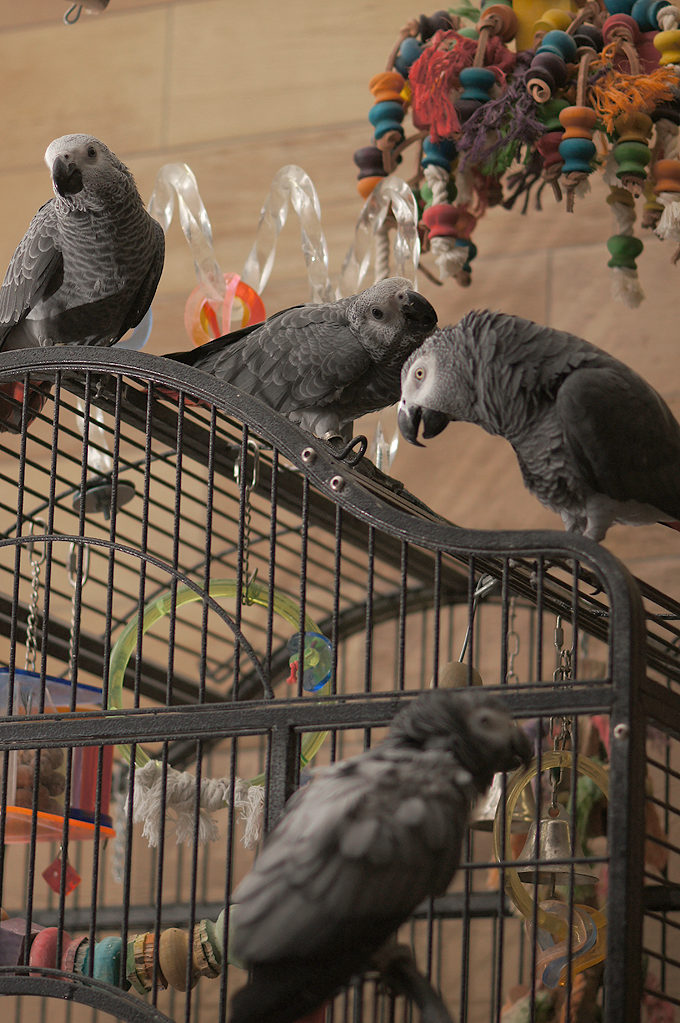
Perroquets hors de leur cage, avec des jouets adaptés
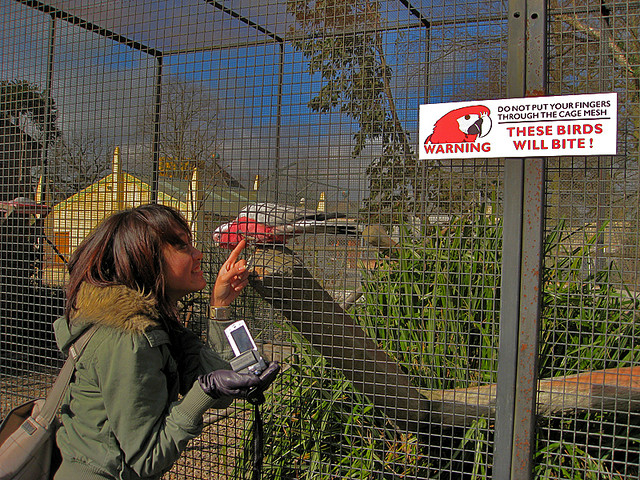
« Attention ces oiseaux vont mordre ! »
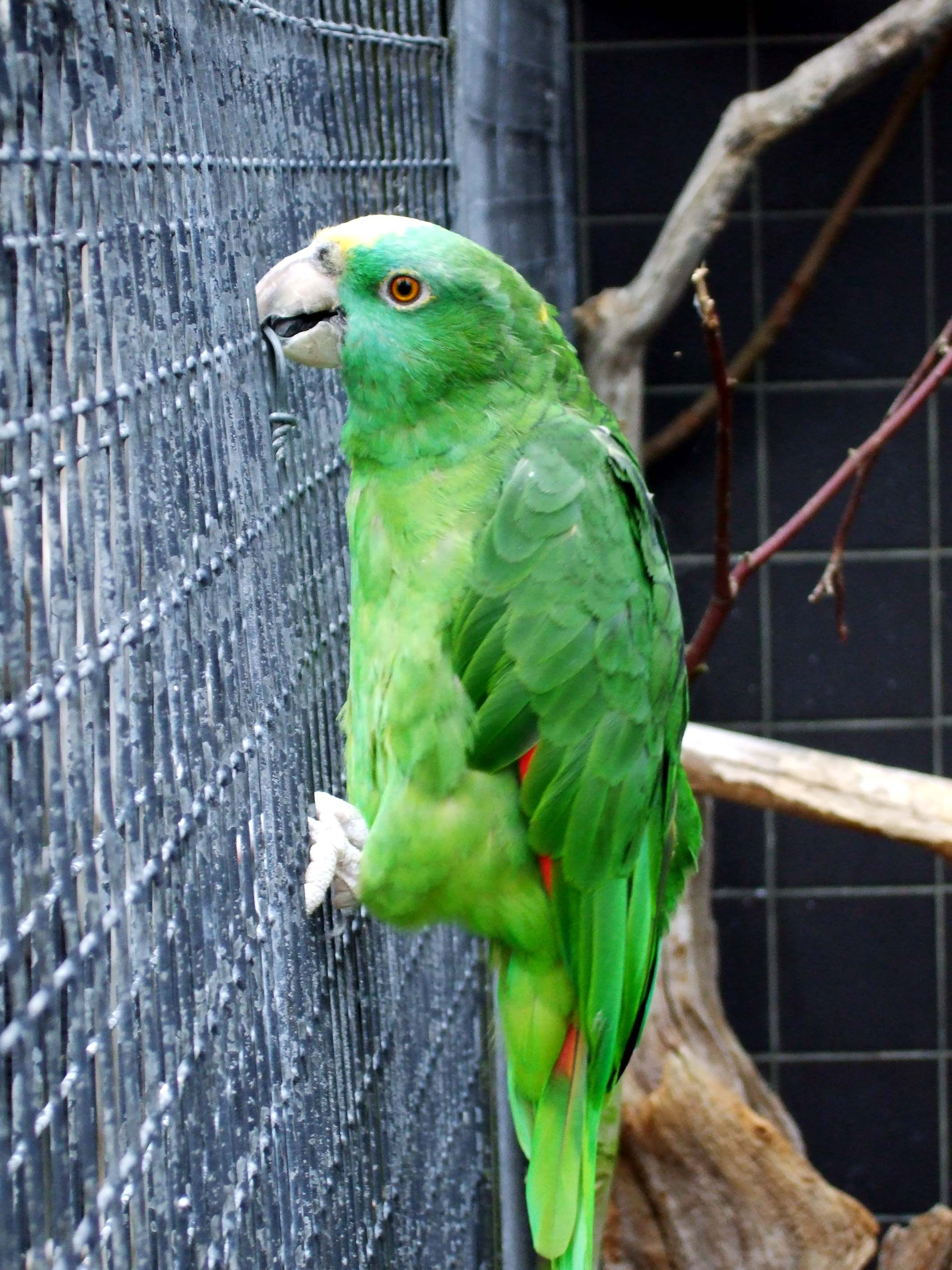
Très habile de son bec, un perroquet cherchera à ouvrir sa volière
Une vaste volière permet au perroquet d'exercer ses ailes

#### Élevage à la main

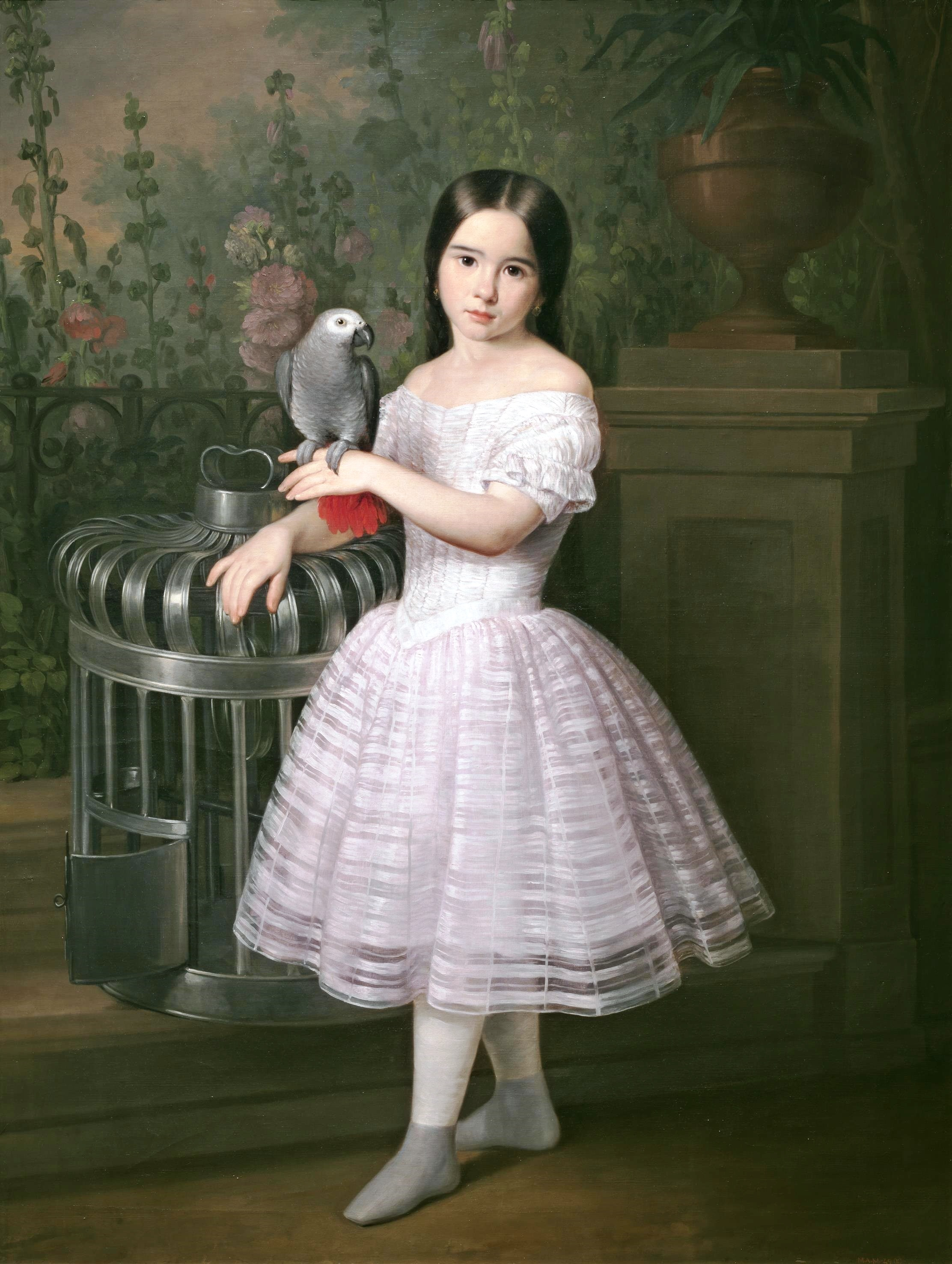
Petite fille au perroquet par Antonio María Esquivel, 1842

Le perroquet élevé à la main (EAM) est un oiseau qui a volontairement été isolé de la nichée au stade de l'oisillon pour être nourri périodiquement par un éleveur à l'aide d'une seringue sans aiguille, remplie d'une bouillie nutritive. C'est théoriquement un animal plus apprivoisé car il n'a aucune crainte d'être manipulé par les humains. Des éthologues dénoncent toutefois cette pratique qui conduirait au contraire ces oiseaux à développer un comportement plus agressif. En effet, l'expérience montre que la majorité des oisillons ainsi « imprégnés à l'humain », privés de socialisation avec leurs congénères et de toute stimulation entre deux nourrissages, ont par la suite un comportement anormal qui se traduit par de l'anxiété permanente et de l'agressivité incontrôlée. On parle de « syndrome d'isolement » ou de « dyssocialisation primaire ». Cela se manifeste généralement à la puberté, quand l'oiseau cherche à s'apparier, ne tolérant aucun intrus dans sa relation d'exclusivité avec son maître. Souvent revendus ou abandonnés, ces oiseaux sont très difficiles à rééduquer, ayant à la longue acquis une méfiance vis-à-vis des humains, assortie d'un refus d'attachement,.

#### Aliments à éviter
On parle souvent du persil comme étant un poison pour les perroquets. Ce n'est pourtant pas l'aliment le plus dangereux, car s'il est vrai qu'il contient des psoralènes entraînant une sensibilisation au Soleil, le persil peut être une source de vitamine A occasionnelle. C'est surtout l'avocat qui est dangereux, car la pepsine de l'écorce provoque une diminution de l'absorption des protéines et génère des œdèmes graves. De même que la rhubarbe, dont les oxalates provoqueraient des gastro-entérites mortelles.
Si on ne veut pas voir survenir d'importants troubles digestifs, il convient surtout d'éviter de donner des restes de table à son perroquet.
En ce qui concerne les aliments autorisés, la ration alimentaire idéale est variable selon les espèces (voir les articles détaillés).

#### Zoonoses
La « psittacose » est une ornithose qui touche plus particulièrement les Psittacidés. Ces formes de chlamydioses aviaires sont des infections dues à Chlamydophila psittaci, une bactérie de la famille des Chlamydiaceae. Il s'agit de zoonoses potentiellement graves, répandues dans le monde entier.

## Perroquets dans la culture

### Iconographie et symbolique
Dans l'art chrétien occidental du Moyen Âge, le perroquet peut être associé à la Vierge Marie, principalement dans des sujets représentant la Vierge à l'Enfant, ou l'Annonciation :
- Jan van Eyck, La Vierge au chanoine Van der Paele (1434 ou 1436), huile sur bois, 122 × 157 cm, Bruges, Groeningemuseum.
- Martin Schongauer, La Vierge au perroquet (vers 1450), gravure au burin, 15,2 x 9,9, monogrammé en bas au milieu.
- Maarten van Heemskerck, Saint Luc peignant la Vierge (entre 1550 et 1553), musée des Beaux-Arts de Rennes (le perroquet est tenu par l'enfant Jésus)
- Pierre Paul Rubens, La Sainte Famille, dite Vierge au Perroquet (vers 1614), huile sur bois, 163 x 189 cm, au Musée royal des beaux-arts, à Anvers.
- Nicolas Poussin, L'Annonciation (1657), huile sur toile, 105,8 x 103,9, à la National Gallery, à Londres.

### Perroquet de Humboldt
Le naturaliste allemand Alexander von Humboldt (1769-1859), lors d'un voyage aux cataractes de l'Orénoque en Amérique du Sud, a rencontré dans la région de Maypures des sépultures et objets anciens appartenant à une tribu indienne disparue, les Atures ; les Indiens Guareca de la région lui montrèrent un vieux perroquet apprivoisé qui répétait quelques mots d'une langue incompréhensible qui, disaient-ils, était la langue de cette tribu éteinte.

### Publicité
- La marque de boissons Tropico, créée en 1982, utilise un perroquet pour vendre une boisson au nectar de fruits.

### Prénom commun
Le prénom Polly est couramment employé pour un perroquet, ce qui fait de lui un symbole du polyamour,, en dépit du vrai comportement monogame des perroquets. Le symbole original a été créé en 1998 par Ray Dillinger et est déposé dans le domaine public,

### Perroquets de fiction

#### Perroquets conteurs d'Asie
En Asie, le perroquet peut jouer le rôle d'un conteur dans les recueils de contes comme le Choukasaptati sanskrit, d'où est dérivé le Touti-Nameh persan.

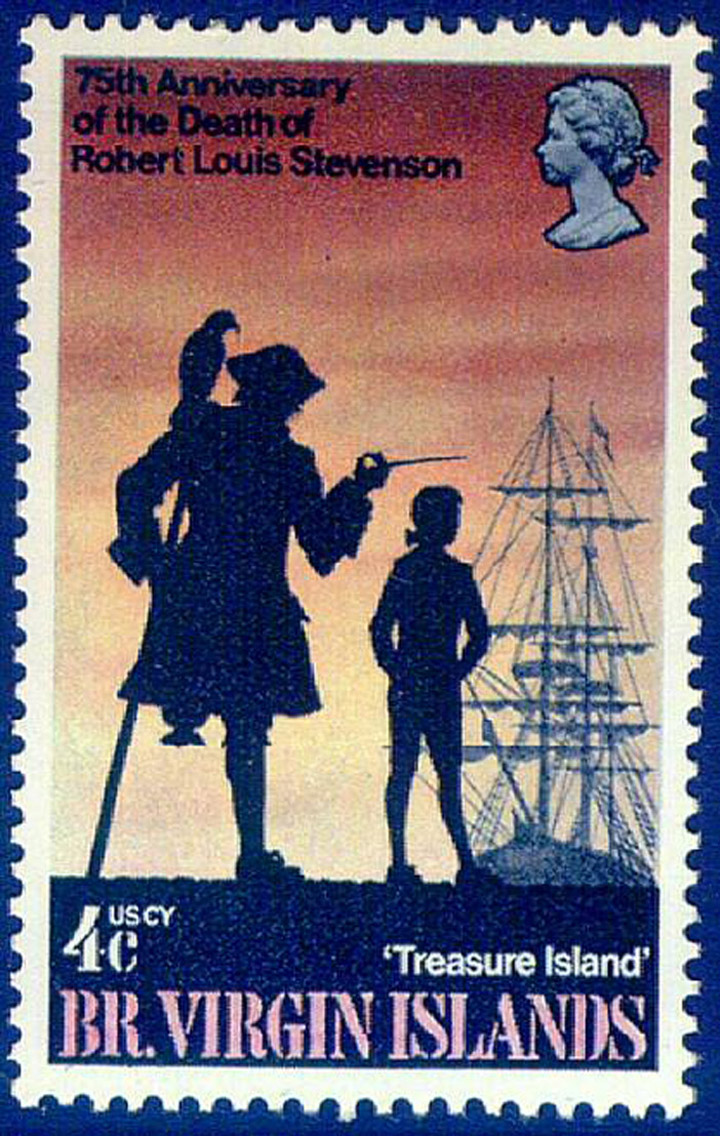
Pirate accompagné d'un perroquet, image inspirée du roman L'Île au trésor de Robert Louis Stevenson. Timbre des Îles Vierges, 1969

#### Perroquet de Flaubert
Gustave Flaubert, dans la nouvelle Un Cœur simple, parue dans le recueil Trois contes en 1877, raconte la vie de la pauvre servante Félicité qui, devenue vieille, a perdu tous ses proches et reporte toute son affection sur le perroquet Loulou ; mourante, elle prend l'oiseau pour le Saint-Esprit. Flaubert s'est défendu d'avoir voulu se moquer de cette femme simple et dit avoir voulu écrire quelque chose de « très sérieux et très triste ». Pour écrire ce conte, il s'est documenté auprès du Muséum d'histoire naturelle de Rouen sur le mode de vie et les maladies des perroquets et y a emprunté un perroquet amazone. Cet épisode de la vie de l'écrivain sert de fil conducteur au roman Le Perroquet de Flaubert du Britannique Julian Barnes (1984).

#### Perroquet de Stevenson
Dans le roman L'Île au trésor de Robert Louis Stevenson (1883), le pirate Long John Silver est accompagné d'un perroquet appelé Cap'tain Flint, d'après le nom de son ancien maître. L'oiseau répète des bribes de phrases comme « Pièce de huit » (ancienne monnaie coloniale). Le pirate met en confiance le jeune héros Jim Hawkins en lui racontant des histoires fabuleuses sur ce perroquet. Du XVIe au XVIIIe siècle, les pirates des Caraïbes faisaient souvent escale sur des rivages riches en oiseaux comme ceux de Belize et en ramenaient des perroquets pour leur amusement ou pour les offrir comme pot-de-vin à des officiels.

#### Perroquets d'Hergé
En bande dessinée, le perroquet apparaît de façon récurrente dans plusieurs albums de la série Les Aventures de Tintin par Hergé. Il est souvent opposé au chien Milou, compagnon du héros Tintin, car Milou, chien pensant, est exaspéré par le bavardage vide de sens de l'oiseau : « Moi, je ne supporte pas ces bêtes qui parlent » (Les Bijoux de la Castafiore). Dans L'Oreille cassée, un perroquet est volé par des malfaiteurs qui veulent lui faire répéter les dernières paroles de son maître défunt 
. Dans Le Trésor de Rackham le Rouge, Tintin et son ami le capitaine Haddock rencontrent sur une île tropicale une volée de perroquets qui profèrent des bordées de jurons : ils se sont répétés de génération en génération depuis trois siècles les cris d'un naufragé européen, ancêtre de Haddock. Dans des lectures psychanalytiques de l'œuvre d'Hergé, les morsures de perroquet sont parfois interprétées comme un symbole de castration. Les policiers Dupond et Dupont, dont chacun répète mécaniquement les propos de l'autre, peuvent aussi être considérés comme un exemple de psittacisme.

#### Autres perroquets de fiction
- Blu, personnage principal du film d'animation Rio et sa suite.
- Coco, personnage principal du film australien Coco, le perroquet qui en savait trop (en) (1998)
- Iago est le sous-fifre de Jafar dans le 31e long-métrage des studios Disney, Aladdin (1992).
- Laverdure, perroquet du personnage de Turandot dans Zazie dans le métro, roman de Raymond Queneau (1959).
- Papegau, perroquet du roi Arthur dans Le Chevalier au papegau, un roman courtois du cycle arthurien qui relate les relations entre l'animal et son maître.
- Paulie, personnage principal du film américain Paulie, le perroquet qui parlait trop (1998).
- Pichu, perroquet de Tao dans la série d'animation Les Mystérieuse Cités D'Or (1982).
- Polynesia, perroquet du docteur Dolittle dans la série de Hugh Lofting[44]
- Rarahu, perroquet de Lili dans la série Lili (bande dessinée)[45].
- Le Père O.K., compagnon d'A. Bâbord, B.D. parue dans Vaillant.

### Expressions

« La liberté d'expression ne signifie pas dire n'importe quoi » : mise en garde contre les propos inconsidérés en temps de guerre. Affiche américaine du War Production Board, 1942.

Selon Jacques Collin de Plancy (1794-1881), rêver d'un perroquet signifie « indiscrétion, secret révélé ».
« Faire le perroquet » : se dit d'une personne répétant les mots de quelqu'un d'autre, comme le ferait l'oiseau.
« Étrangler un perroquet » : étrangler, étouffer ou plumer un perroquet signifie, en langage argotique, boire un verre d’absinthe. Publié une première fois en 1859, le recueil Les Excentricités de la langue française de Lorédan Larchey mentionne cette locution, qui était utilisée dans le jargon des cochers parisiens, ainsi que des typographes. Il s’agirait d’une allusion au « verre à patte », dont la main du buveur semble en effet étrangler le cou, ou plutôt à un rapprochement entre la couleur même de l’absinthe et celle du perroquet.
Un « perroquet » est un cocktail alcoolisé à base de sirop de menthe.